# Den Haag
Den Haag (uitspraakⓘ) is de informele naam voor 's-Gravenhage (uitspraakⓘ), en is de hoofdstad van de provincie Zuid-Holland en met 566.221 inwoners (22 november 2024) de op twee na grootste gemeente van Nederland. 
De stad ontstond in de middeleeuwen rond de Hofvijver en het Binnenhof, dat later het centrum van de Nederlandse politiek is geworden. Hoewel Amsterdam de eigenlijke hoofdstad van Nederland is, is Den Haag de plaats waar het parlement zetelt. Sinds augustus 1981 heeft het Nederlands koningshuis zijn hoofdresidentie in Den Haag. Ook staan de meeste ambassades, alle ministeries en de Hoge Raad in Den Haag. Daarnaast is de stad standplaats van verschillende nationale en internationale rechtscolleges, waaronder het Internationaal Gerechtshof in het Vredespaleis en het Internationaal Strafhof. Het was in 1907 gaststad van een vredesconferentie waar belangrijke internationale afspraken over het oorlogsrecht tot stand kwamen. 
Van 1795 tot 1806 fungeerde Den Haag als hoofdstad van de Bataafse Republiek. Van 1806 tot 1808 was het de hoofdstad van het Koninkrijk Holland.
Den Haag is de grootste Nederlandse stad aan de Noordzee en heeft een kustlijn van elf kilometer. Door de ligging is de gemeente Den Haag sinds de 19e eeuw een internationaal toeristenoord. De gemeente beschikt over twee badplaatsen: Scheveningen en Kijkduin. Daarnaast ligt een breed zandstrand met een duinenrij: een omvangrijk natuurgebied. Scheveningen – vroeger een vissersdorp – heeft bovendien een regionale haven.
De stad bracht in de 19de eeuw een invloedrijke kunststroming voort, de Haagse School, en huisvest met het Mauritshuis en het Kunstmuseum Den Haag (voor moderne kunst) twee internationaal bekende kunstmusea.
Sinds 1 januari 2015 vormt Den Haag met 22 andere gemeenten samen de Metropoolregio Rotterdam Den Haag. Het gebied van dit samenwerkingsverband telt gezamenlijk 2,3 miljoen inwoners. Deze regio maakt op haar beurt weer deel uit van de Randstad, de sterk verstedelijkte conurbatie in het westen van Nederland.

## Naam

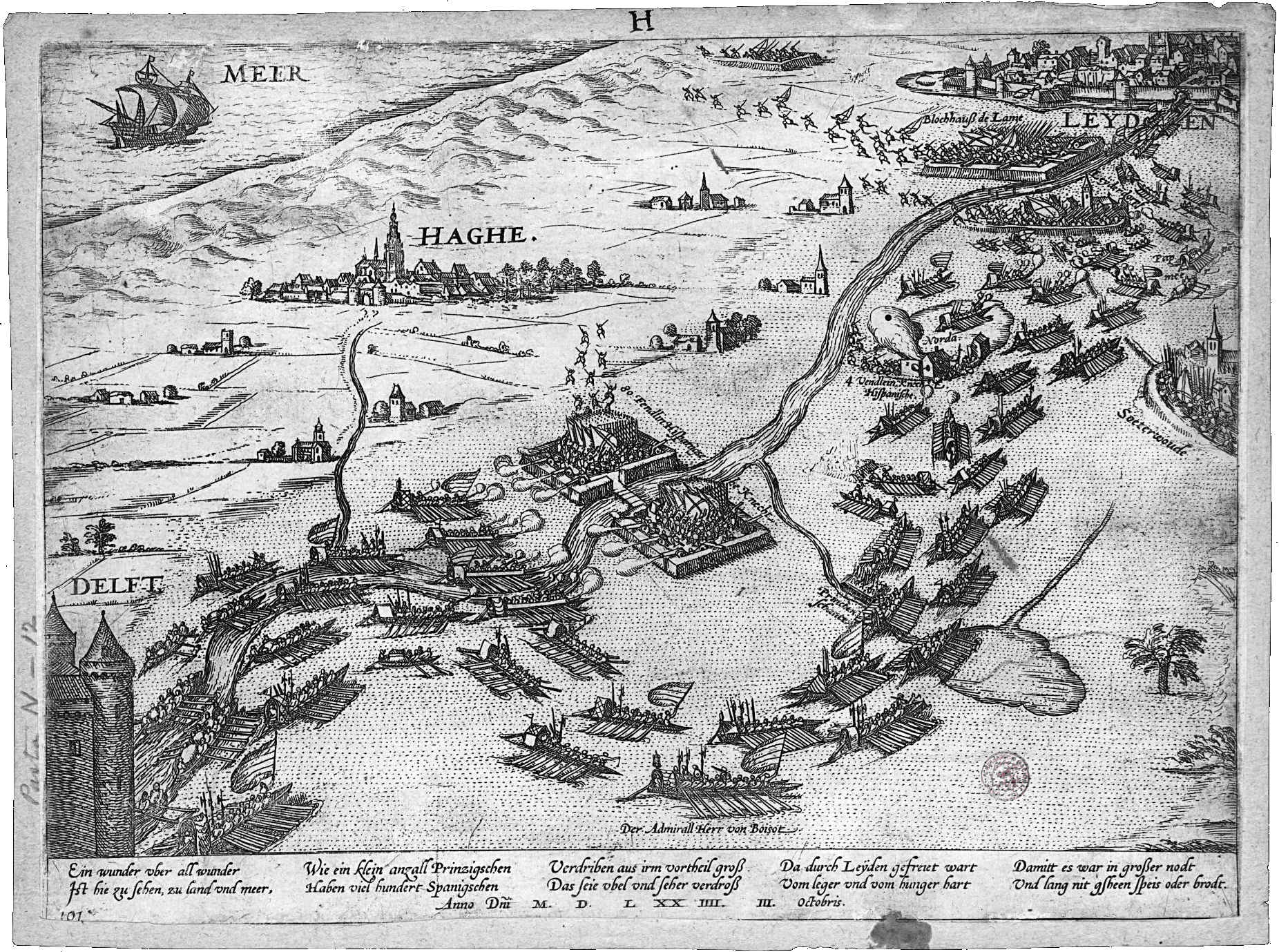
Den Haag, aangeduid als Haghe, op een kaart uit 1574 van Frans Hogenberg

Vanouds werd de plaats Die Haghe of Den Hag(h)e genoemd. In 1568 sprak Filips II bijvoorbeeld van de „vrijheijt van den Hage”. Vanaf het begin van de 17e eeuw gebruikte het stadsbestuur officieel de naam 's-Gravenhage, die deftiger klinkt en een samentrekking is van 'des Graven ha(a)ge' (waarschijnlijk werd het toen al opgevat als de Haag (= het bos) van de Graaf van Holland). De oude naam Den Haag bleef in de volksmond bestaan. Een vergelijkbare articulatie is waar te nemen bij de stad Den Bosch, die in de volksmond ook nog altijd zo genoemd wordt, terwijl de officiële naam 's-Hertogenbosch is (wat vanouds werd opgevat als het bos van de Hertog van Brabant)
Sinds 1990 gebruikt de gemeente zo veel mogelijk de naam Den Haag in plaats van 's-Gravenhage, om aan te sluiten bij het gangbare taalgebruik en bij buitenlandse benamingen als The Hague (Engels) en La Haye (Frans). In identiteitskaarten en officiële stukken van de gemeente staat echter  's-Gravenhage, nadat in 1990 een voorstel om de gemeentenaam officieel in Den Haag te veranderen was afgewezen. De telefoondienst en de posterijen gebruiken eveneens  's-Gravenhage. De spoorwegen en wegbeheerders gebruiken de kortere naam Den Haag. In de BAG staat de woonplaatsnaam  's-Gravenhage (woonplaatscode 1245).
De naam 'Den Haag' wordt gebruikt in een figuurlijke betekenis voor de Nederlandse overheid en het parlement. In zijn verkleinvorm kan 'Den Haag' een archetype zijn: het Haagje wordt gebruikt voor een 'deftig' aandoende plaats of een die met het Oranjehuis geassocieerd wordt. Zo wordt Breda het Haagje van het Zuiden genoemd, Arnhem het Haagje van het Oosten, Roermond het Haagje van Limburg en het Friese Haagje is een bijnaam van Heerenveen.
Den Haag was vanouds de plaats waar Nederlanders die in de Nederlandse koloniën werkzaam waren hun langdurig verlof plachten door te brengen. Na de onafhankelijkheid van Nederlands-Indië zijn veel Indische Nederlanders in Den Haag gaan wonen, vandaar de bijnaam De Weduwe van Indië.

## Geschiedenis

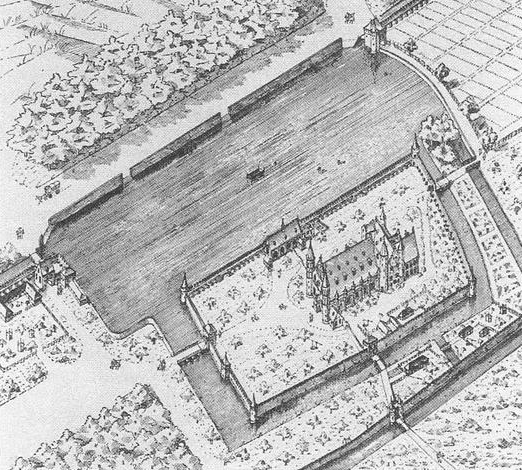
Een impressie van Den Haag in de 13de eeuw door architect Cornelis Peters, zes eeuwen later: het Binnenhof te midden van het groen. De Hofvijver was van oorsprong een duinmeer.

In het Haagse gebied woonden al vroeg mensen, lang voordat er sprake was van een dorp met de naam Den Haag. De oudste archeologische vondsten, gedaan in de omgeving van het Binnenhof, dateren uit circa 3000 v.Chr.; zo werd er in 1912 bij de bouw van Hotel Central aan de Lange Poten (nu onderdeel van het Tweede-Kamercomplex), een gave vuurstenen vuistbijl gevonden, waarvan de gebruikers ingedeeld kunnen worden bij de Vlaardingencultuur.
In de 2e eeuw na Chr. lag er in de duinen aan de zuidrand van de stad een Romeins fort met bijbehorende nederzetting, de zogenaamde Vicus van Ockenburgh. Hier zijn vanaf de jaren 20 van de 20e eeuw opgravingen verricht.
Het huidige Den Haag bestaat sinds 1230, toen graaf Floris IV van Holland op de plek waar reeds een hofstede stond van vrouwe Meilindis van Wassenaer een bescheiden kasteel bouwde, dat de zetel werd van de graven van Holland. De plaatsnaam  's-Gravenhage en de naam van de Gravenstraat voor de verbinding tussen het Kerkplein en het huidige Buitenhof verwijzen nog daarnaar. In 1248 liet graaf Willem II, tevens Rooms koning geworden, een meer passend kasteel bouwen aan een duinmeer, de huidige Hofvijver. Zijn zoon Floris V zorgde er na Willems vroegtijdige dood voor dat de Ridderzaal voltooid werd. De Ridderzaal en het Binnenhof werden versterkt, maar het dorp eromheen kreeg nooit stadsrechten, al bleef Den Haag residentie van de graven van Holland en hun opvolgers. Den Haag kon groeien als compromis tussen de Hollandse steden, maar diezelfde steden zorgden ervoor dat Den Haag geen vestingstad werd.

In 1528 werd Den Haag overvallen door de Gelderse veldheer Maarten van Rossum, die de nederzetting buiten het grafelijk kasteel brandschatte, waardoor de brandstichting werd afgekocht. Ook tijdens de beginjaren van de Tachtigjarige Oorlog werd Den Haag genadeloos geplunderd en raakte het nagenoeg ontvolkt. De stad was het Spaanse hoofdkwartier tijdens het Beleg van Leiden.

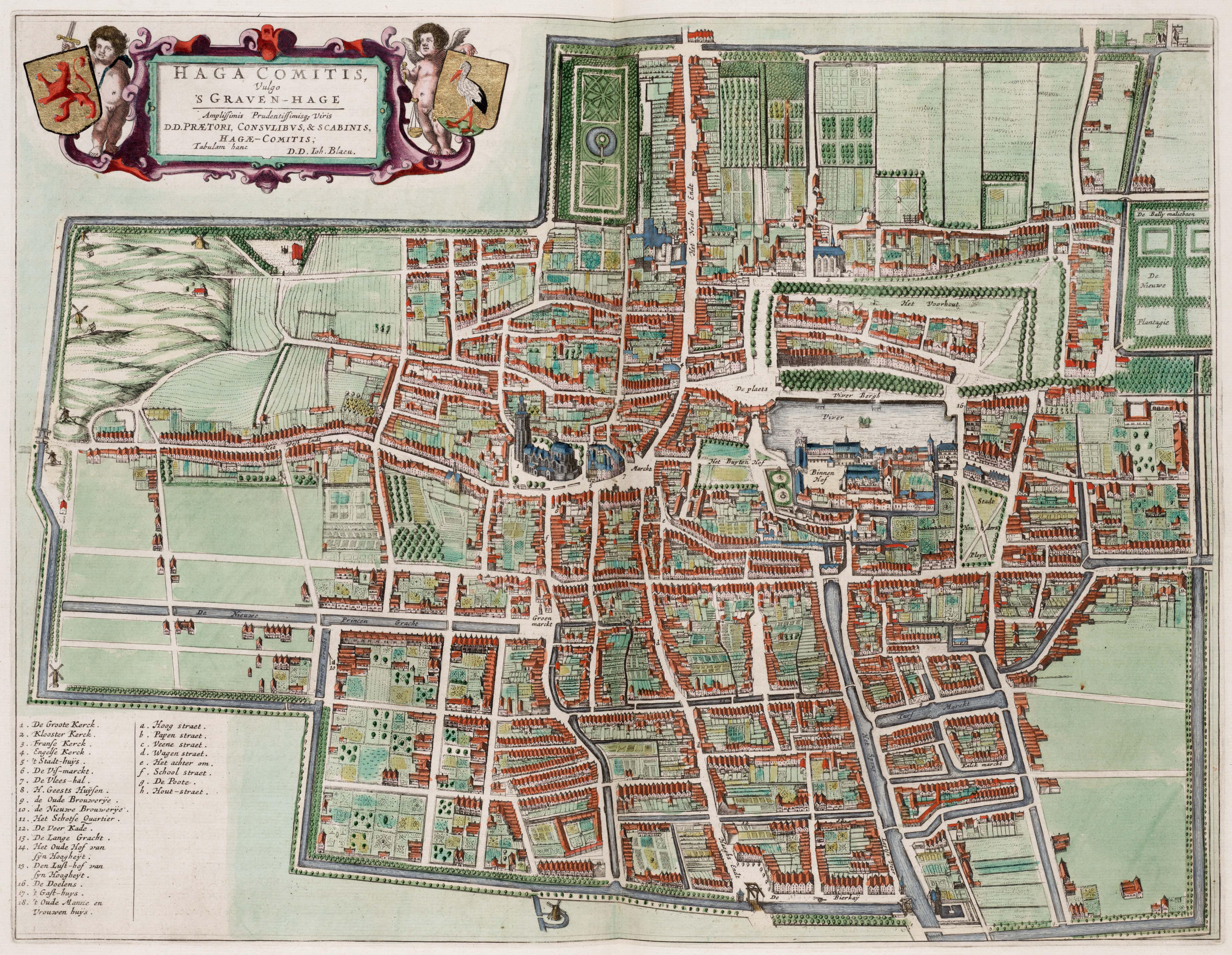
Kaart van Den Haag uit 1649 van Blaeu (Atlas van Loon)

Al zeker sinds circa het begin van de 15e eeuw telde Den Haag enkele duizenden inwoners, waardoor het in feite eerder een stad dan een dorp was. Een stad placht in die tijd echter een zeer verregaande mate van zelfbestuur te hebben en de graven van Holland (en later hun opvolgers: de hertogen van Bourgondië en de Habsburgers) kozen ervoor om het in hun eigen residentie zelf voor het zeggen te hebben. Vanaf 1585 zette de Republiek der Zeven Verenigde Nederlanden deze praktijk voort, omdat Den Haag de plaats was waar het hoogste regeringsorgaan, de Staten-Generaal, resideerde. Ook was het stadhouderlijk hof daar gevestigd. Aanvankelijk had het er in de jaren 1580 nog om gespannen of het verwoeste Den Haag weer zou worden opgebouwd: de machtige stad Delft wilde in haar directe omgeving de opkomst van een gevaarlijke rivaal liever verhinderen, mede omdat deze stad wenste dat de Staten-Generaal zich blijvend in Delft zou vestigen. Er werd toch tot wederopbouw besloten, en de Staten-Generaal vestigden zich, na onder andere Middelburg, in 1585 definitief te Den Haag.

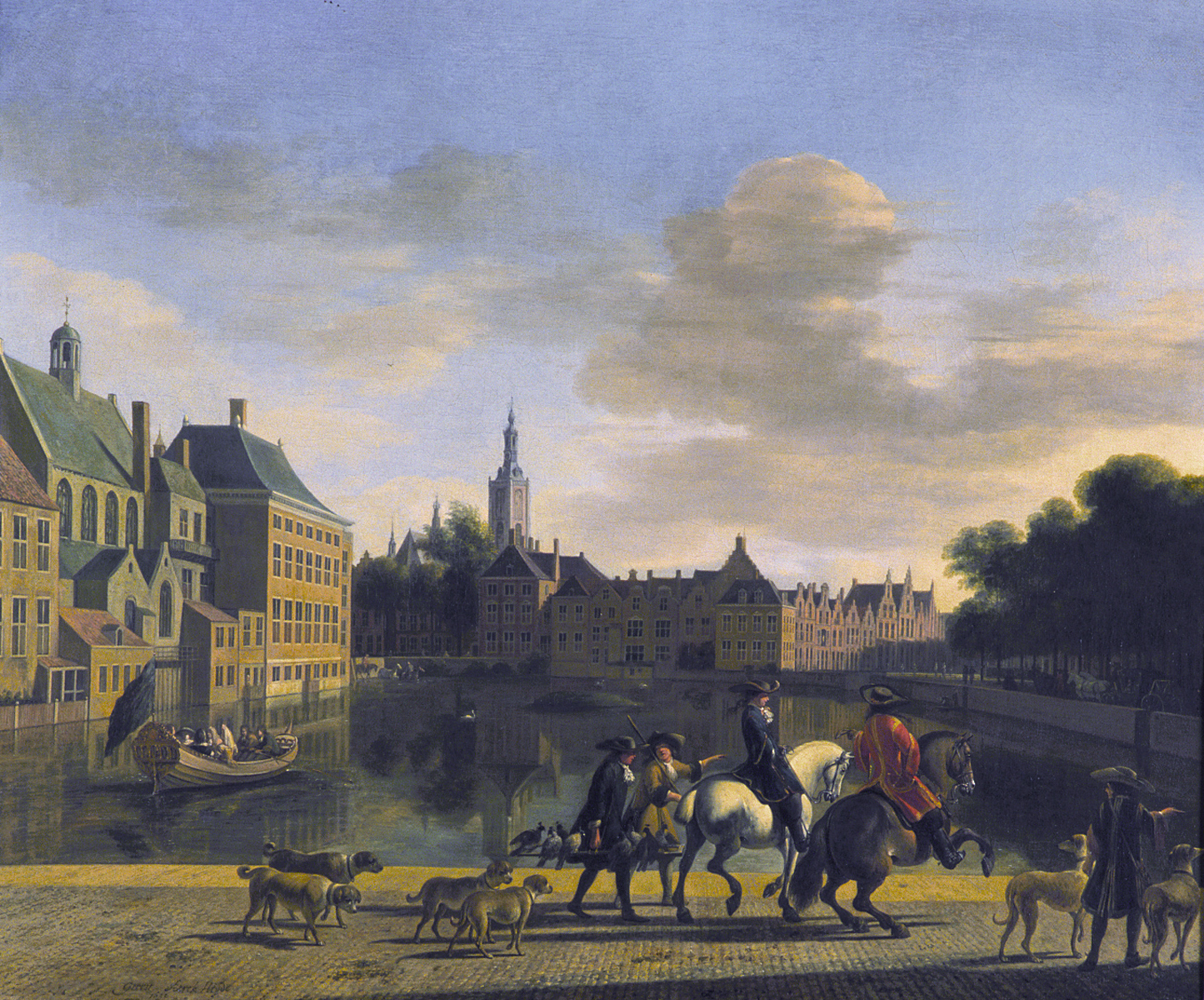
De Hofvijver gezien vanaf de Korte Vijverberg (1692) door Gerrit Berckheyde

In 1622 telde Den Haag 16.000 inwoners. In de 17de eeuw werd Den Haag omgeven door grachten, die door stadhouder prins Maurits als aanzet tot volledige vestingwerken waren aangelegd, maar van de geplande echte verdedigingswerken kwam verder niets. Aan het eind van de 18e eeuw was het bevolkingsaantal opgeklommen tot ongeveer 40.000, waarmee dit "dorp" de op twee na grootste nederzetting van Nederland was geworden (na Amsterdam en Rotterdam). Door de aanwezigheid van het stadhouderlijk Hof, de Staten-Generaal en buitenlandse diplomaten en (buitenlandse) adel had Den Haag een veel aristocratischer karakter dan de meeste andere Nederlandse steden. Er was een groot contrast tussen de aristocratische wijk rondom het Binnenhof en Voorhout en de meer volkse delen van het "dorp".
Pas in 1806, onder Frans bewind, kreeg Den Haag zijn stadsrechten, maar in die tijd was een vestingmuur eerder een keurslijf dan een voordeel: Den Haag bleef zonder omwalling en kon zich op ruime schaal uitbreiden. Onder het Koninkrijk der Nederlanden, ontstaan in de jaren 1813-1815, bleef Den Haag de vestigingsplaats van regering en parlement (de moderne Staten-Generaal). Na 1850 begon de stad zich uit te breiden buiten de 17de-eeuwse grachtengordel. Het inwonertal was toen ruim 70.000.
Omstreeks 1870 zou het aantal van 100.000 worden gehaald, en rond 1900, in de fin de siècle-tijd van Louis Couperus, telde de stad ongeveer 200.000 inwoners. Ten zuiden van de oude binnenstad ontstonden toen dichtbevolkte arbeiderswijken zoals het Laakkwartier en de Schilderswijk, terwijl tegen de duinkant nieuwe wijken voor de meer gefortuneerde burgers gebouwd werden, zoals het Statenkwartier, Duinoord en de Archipelbuurt. In die tijd speelde Den Haag ook in kunstzinnig opzicht een belangrijke rol vanwege de schilders van de Haagse School.
In 1864 ging de eerste tramlijn van Nederland rijden tussen Den Haag en Scheveningen. Den Haag had later ook de primeur van de eerste interlokale tram, de eerste stoomtram, en de eerste elektrische tram (accutram).
In 1873 werd op het Lange Voorhout waarschijnlijk het eerste Haagse riool aangelegd, de putdeksel werd gemaakt door ijzergieterij de Prins van Oranje.

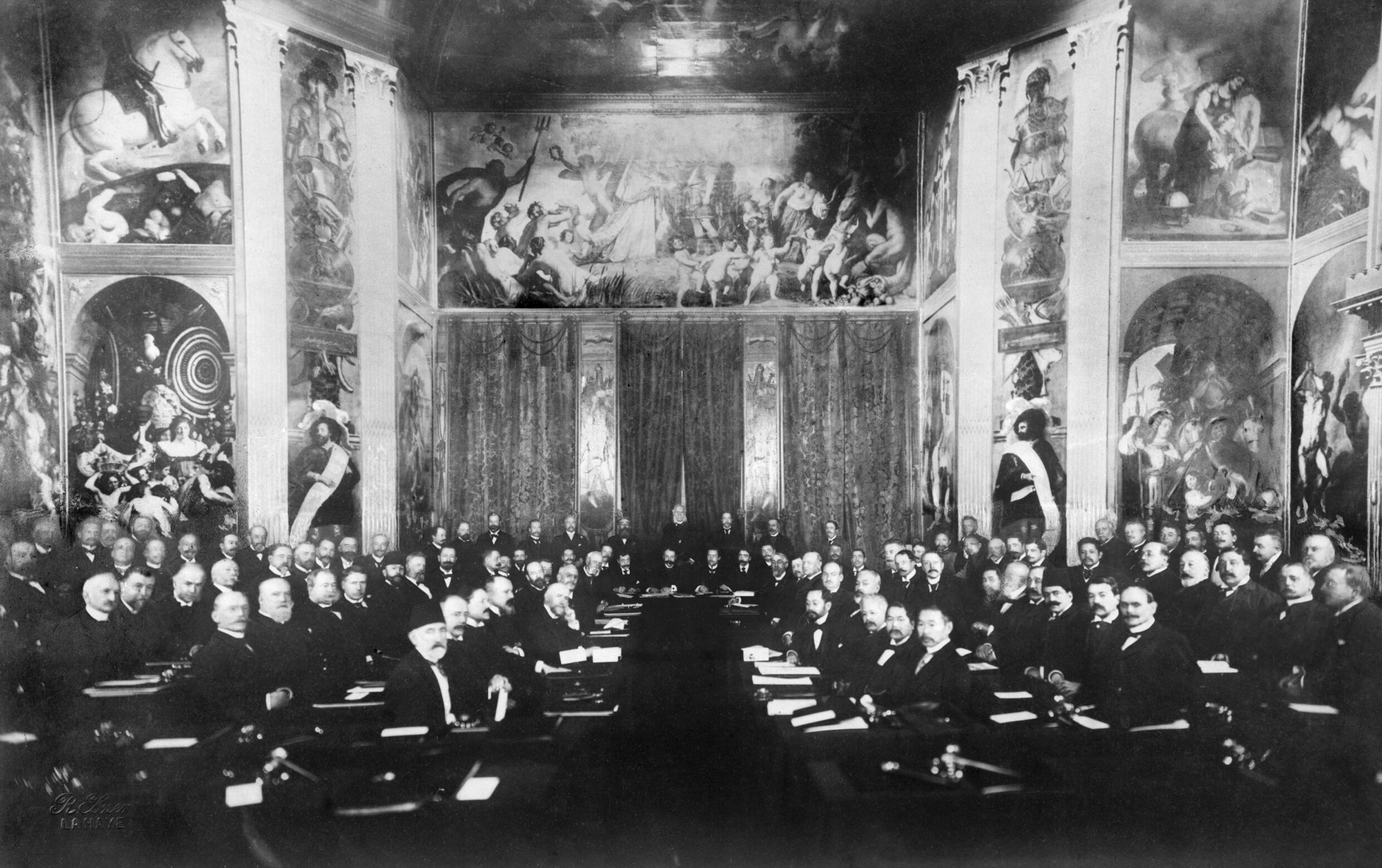
De Vredesconferentie van Den Haag in 1899 was een ijkpunt in de opkomst van het internationaal recht en de bloei van de stad.

In 1899 vond in Den Haag de Eerste Haagse Vredesconferentie plaats. Dit leidde tot de oprichting van het Permanent Hof van Arbitrage, dat in Den Haag gevestigd werd. Tussen 1907 en 1913 werd het Vredespaleis gebouwd, waarin dit Hof zou zetelen. Tevens werd later het Internationaal Gerechtshof in het Vredespaleis gevestigd.
Den Haag heeft tijdens de Tweede Wereldoorlog zwaar geleden onder de Duitse bezetting. Allereerst werden ongeveer 11.000 Haagse Joden naar de vernietigingskampen afgevoerd, waarvan er uiteindelijk slechts enkele honderden terugkeerden. Vele kantoorbeambten verloren hun baan doordat Nederland werd afgesneden van zijn koloniën en overige zakelijke belangen in het buitenland. De Rijksoverheid viel in de oorlogsjaren onder de bezetter met als gevolg loyaliteitsconflicten of ontslagen onder de vele Haagse ambtenaren. De bouw van de Atlantikwall en andere fortificaties door de Duitsers dwong meer dan 100.000 Hagenaars tot evacuatie, vaak ver buiten de stad. Duizenden woningen werden gesloopt. De Hongerwinter van 1944-1945 kostte honderden verzwakte mensen het leven. Tegen het eind van de Tweede Wereldoorlog, op 3 maart 1945, kwamen er tijdens het bombardement op het Bezuidenhout 510 mensen om het leven. Dit bombardement werd uitgevoerd door de Geallieerden en had als doel de vernietiging van de mobiele V2-lanceerinrichtingen van de Duitsers.
Op 29 oktober 1983 demonstreerden ruim 550.000 mensen vreedzaam tegen de plaatsing van kruisraketten in Nederland en tegen de kernbewapening in het algemeen. Het is het grootste straatprotest ooit dat in Nederland gehouden werd.
In 1960 was het inwonertal van Den Haag opgelopen tot boven de 600.000. Door suburbanisatie en de opkomst van groeikernen rond de stad, zoals Zoetermeer, waren daar aan het eind van de 20e eeuw nog 441.000 inwoners van over. Sindsdien volgden nieuwe annexaties en stadsuitbreidingen, in Wateringse Veld, Ypenburg en Leidschenveen, waardoor in 2011 opnieuw de grens van 500.000 inwoners werd overschreden.
In 2023 werd Den Haag in de wereldwijde 'Quality of life index' van Numbeo uitgeroepen tot de stad met de beste kwaliteit van leven ter wereld.

## Geografie

### Stadsindeling

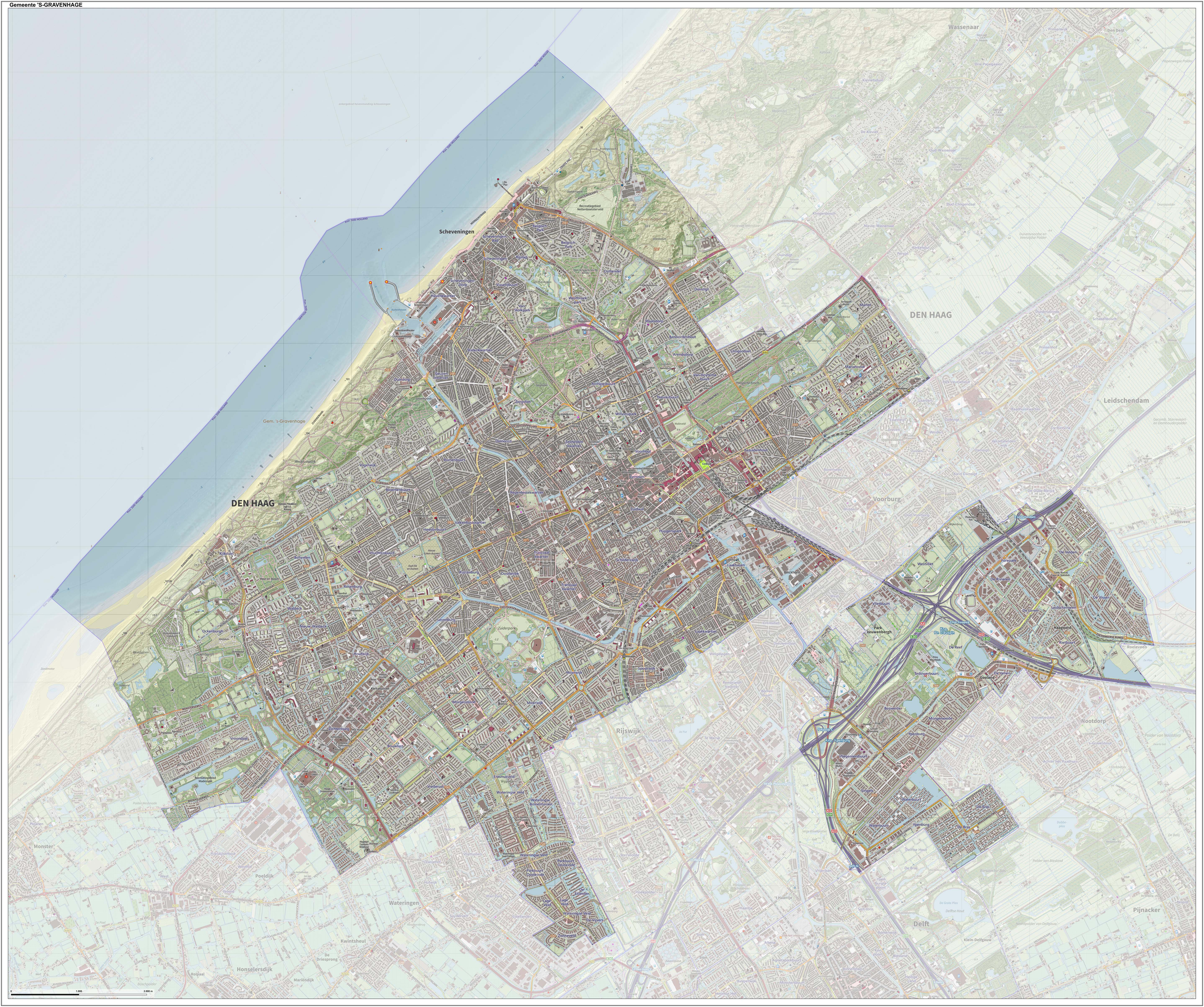
Topografisch kaartbeeld van de gemeente Den Haag, per juni 2023. Klik op de kaart voor een vergroting.

Den Haag telt acht stadsdelen. Elk van deze stadsdelen heeft een eigen kantoor, waar de meeste diensten van de gemeente zijn gehuisvest. Dankzij die kantoren is de gemeente voor veel zaken makkelijker bereikbaar. De indeling in stadsdelen is in 1988 vastgesteld door de gemeenteraad. Elk van deze stadsdelen is daarbij onderverdeeld in wijken en buurten. Deze indeling wijkt af van de bekende wijk- en buurtindeling die sinds 1953 werd gebruikt.
De verdeling van het aantal inwoners zag er in 2022 als volgt uit:
| Centrum                | 106.261 inwoners |
| Laak                   | 47.305 inwoners  |
| Leidschenveen-Ypenburg | 48.273 inwoners  |
| Escamp                 | 128.967 inwoners |
| Loosduinen             | 51.395 inwoners  |
| Segbroek               | 62.507 inwoners  |
| Scheveningen           | 59.992 inwoners  |
| Haagse Hout            | 48.606 inwoners  |

#### Het Haagse Noorden
In Den Haag wordt op de meeste plattegronden van de stad de Noordzee als het Noorden gezien, terwijl in werkelijkheid de zee in het westnoordwesten ligt. Op een plattegrond van Den Haag met de zee in het Noorden liggen straat- en wijknamen (deels) vernoemd naar windstreken op de 'juiste' plek.

### Natuur

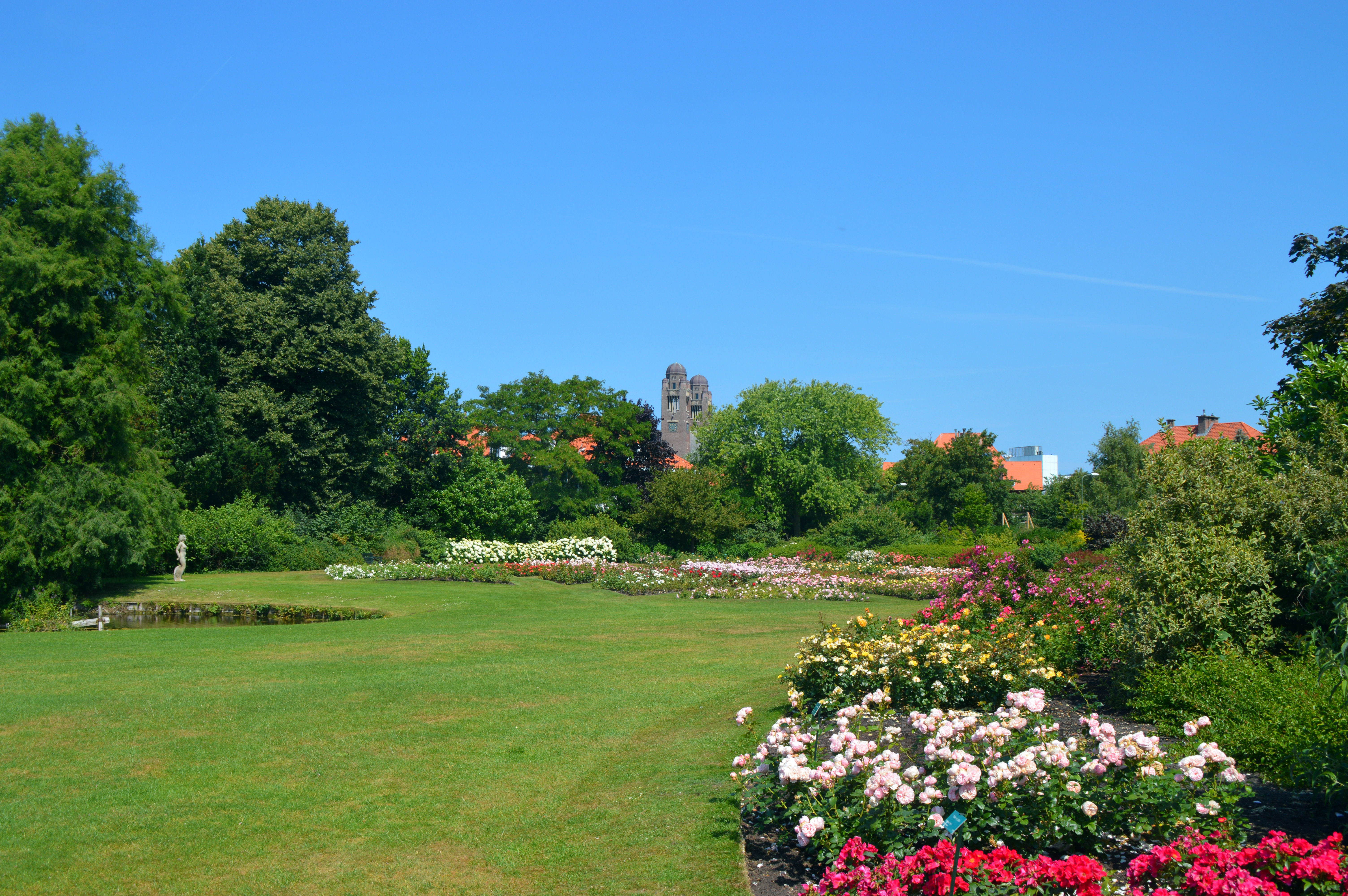
Het Rosarium van het Westbroekpark. Op de achtergrond de Nieuwe Badkapel.

Den Haag is voor een stad rijk aan natuur. Binnen de gemeentegrens ligt een omvangrijk, ruigbegroeid duingebied, met daarlangs een breed, natuurlijk zandstrand van bijna twaalf kilometer lang. Verspreid door de stad liggen enkele grotere en kleinere parken, zoals het Rosarium, Sint Hubertuspark, de Paleistuin, Wapendal, de Bosjes van Pex, het Westbroekpark, het Zuiderpark, Madestein, en de Uithof. Er liggen verscheidene oude landgoederen en bossen, deels op een steenworp van het stadshart: het 120 hectare grote Haagse Bos en Arendsdorp, beide daterend uit de 17de eeuw.

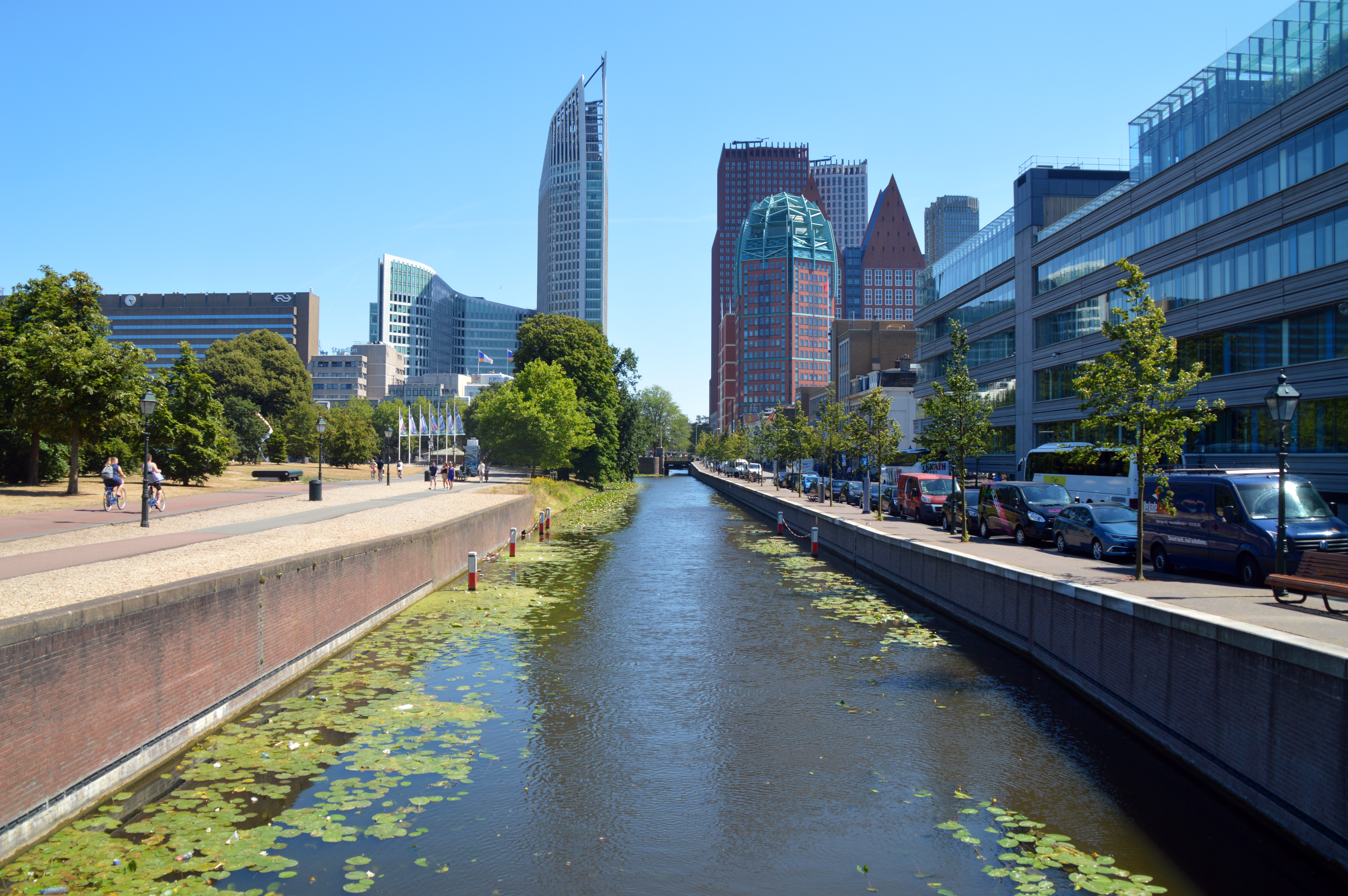
De Prinsessegracht, met rechts het Ministerie van Financiën, links de Koekamp, linksachter het treinstation van Den Haag Centraal, waarnaast de hoogbouw van het Ministerie van Onderwijs, Cultuur en Wetenschap

De meeste andere landgoederen liggen, soms aaneengesloten, aan de rand van de stad, waar ze een omvangrijke groene gordel vormen die aan de noordkant overgaat in de nog groenere buurgemeente Wassenaar. Dat zijn onder meer Bloemendaal, Clingendael, Duindigt, Marlot, Duinweide, Meer & Bos, Ockenburgh, Oostduin, Oosterbeek, Reigersbergen en Sorghvliet. Tussen Den Haag en Scheveningen liggen de Scheveningse Bosjes en het Nieuwe Scheveningse Bos van samen 116 hectare, vanouds een ongerept duingebied, dat vanaf het begin van de 18de eeuw geleidelijk beplant is om zandverstuiving tegen te gaan.
De lommerrijke straten in het centrum: Lange Voorhout en de Lange Vijverberg, gelegen aan de Hofvijver, dragen bij aan de ruime en groene indruk die Den Haag maakt.

### Grachten

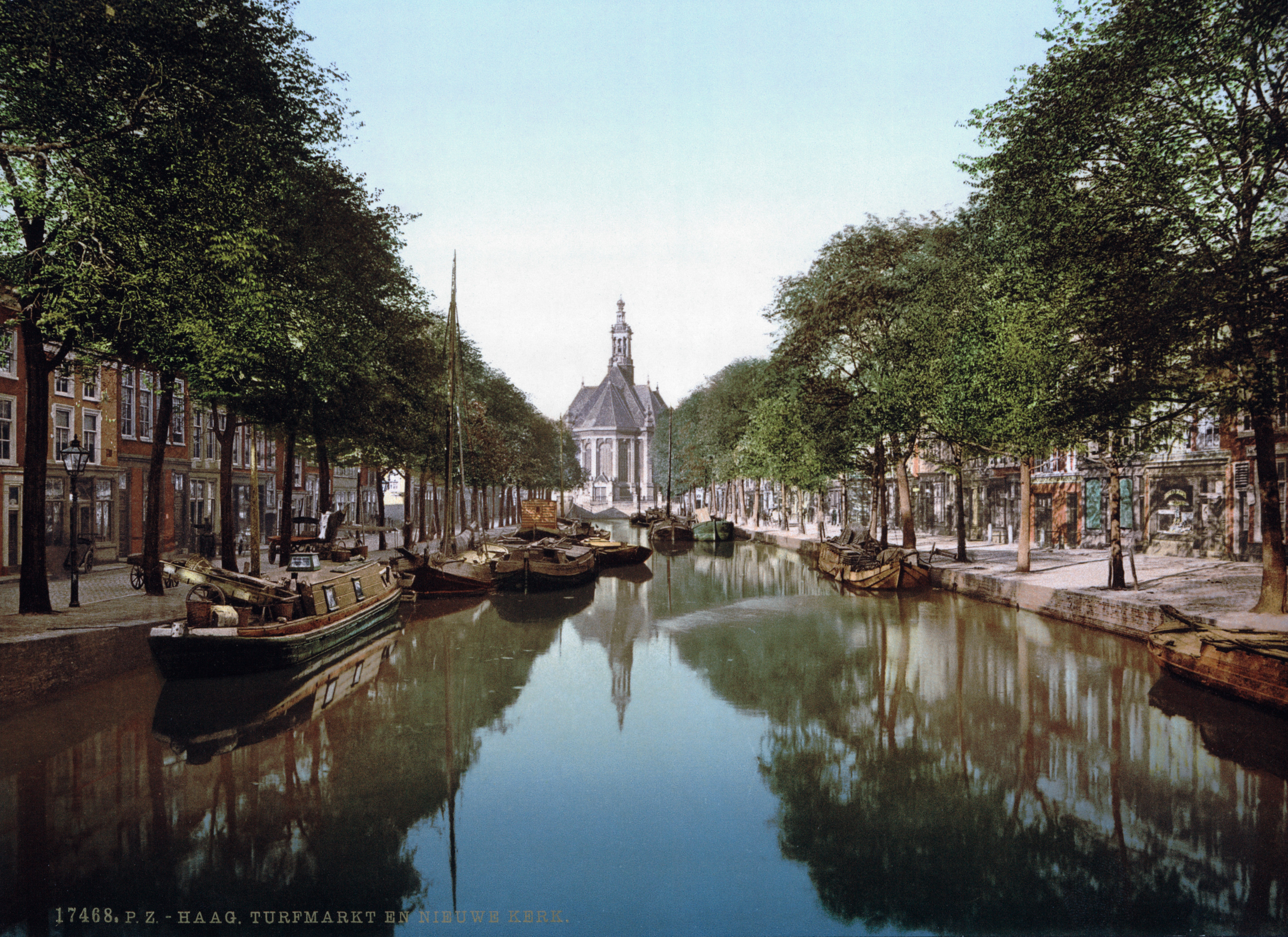
De Turfmarkt, inmiddels gedempt, en de Nieuwe Kerk rond 1900

Evenals andere steden in Nederland had Den Haag veel grachten, ook ruien genoemd. Zij dienden voor de scheepvaart, maar ook als riool. Al omstreeks 1350 was Den Haag via de Vliet verbonden met Delft, en in 1619 was de grachtengordel om Den Haag klaar. In 1900 werd de Laakhaven aangelegd, die uitgroeide tot de zesde binnenhaven van Nederland.
Naarmate de bevolking groeide, gingen de grachten steeds meer stinken. De rijken hadden huizen buiten de stad om 's zomers de stank te ontvluchten, maar de meeste mensen leefden in de stad. Er waren regelmatig epidemieën. In de 19de eeuw worden de eerste rioleringen aangelegd, en veel grachten overkluisd of gedempt. Een groot probleem in Den Haag was, dat het grachtwater niet kon worden afgevoerd naar de zee. Het Verversingskanaal werd aangelegd naar de Noordzee, maar de Koninginnegracht is nooit tot aan de zee doorgetrokken.
Laat in de 20ste eeuw is men in verschillende steden begonnen met het maken van plannen om meerdere oude grachten in ere te herstellen, het zogeheten grachtenplan. Ook is het sinds 2003 mogelijk om een rondvaart door de grachten van Den Haag te maken en door onder andere de Avenue Culinaire en de andere Haagse wijken te varen.

## Bevolking
Naast Hagenaar kan een inwoner van Den Haag ook Hagenees worden genoemd. Het klassieke verhaal wil dat er een scheiding is tussen de Hagenaars, die op zand wonen, en de Hagenezen, die op veen wonen. Den Haag is deels gebouwd op zandduinen, waarvan de grens met de veengebieden ongeveer gelijk loopt met de Laan van Meerdervoort. Wijken zoals Laakkwartier, Schilderswijk en Escamp zijn gebouwd op veengrond. Wie geboren is op het zand heet dan een Hagenaar, wie geboren is op veengrond een Hagenees. Een andere definitie van Hagenezen is: mensen die plat Haags praten, terwijl Hagenaars de mensen zijn die voornaam Haags spreken. Het woord Hagenees heeft voor sommigen dan ook een negatieve connotatie.

### Ontwikkeling van het inwonertal
| 1620   | 1670   | 1750   | 1850   | 1874   | 1895    | 1909    | 1933    | 1945    | 1960    | 1970    | 1980    | 1990    | 2000    | 2010    | 2021    | 2024    |
| ------ | ------ | ------ | ------ | ------ | ------- | ------- | ------- | ------- | ------- | ------- | ------- | ------- | ------- | ------- | ------- | ------- |
| 15.000 | 22.000 | 38.000 | 72.000 | 90.000 | 180.000 | 270.000 | 470.000 | 450.000 | 606.110 | 550.613 | 456.886 | 441.506 | 441.094 | 488.553 | 547.757 | 565.701 |

### Bevolkingssamenstelling
| Bevolkingsgroep                               | Percentage |
| --------------------------------------------- | ---------- |
| Autochtonen                                   | 44,4%      |
| Overige niet-Westerse migratieachtergrond     | 11,9%      |
| Overige Westerse migratieachtergrond          | 11,0%      |
| Surinaamse migratieachtergrond                | 8,4%       |
| Turkse migratieachtergrond                    | 7,5%       |
| Marokkaanse migratieachtergrond               | 5,9%       |
| Indonesische migratieachtergrond              | 3,1%       |
| Poolse migratieachtergrond                    | 2,7%       |
| Antilliaanse en Arubaanse migratieachtergrond | 2,6%       |
| Duitse migratieachtergrond                    | 1,8%       |
| Belgische migratieachtergrond                 | 0,6%       |

Den Haag telde op 22 november 2024 566.221 inwoners en is daarmee de derde stad van Nederland. Inmiddels heeft meer dan de helft van de inwoners een recente migratieachtergrond (westers en niet-westers). Het aandeel personen met een migratieachtergrond neemt gestaag toe. Den Haag is samen met Amsterdam de gemeente met het hoogste percentage inwoners met een migratieachtergrond, op 1 januari 2024 had 59,9% van de inwoners een migratieachtergrond. Dit betekent echter niet dat een meerderheid van de inwoners van Den Haag geen Nederlandse achtergrond heeft. Hagenezen/Hagenaren met één autochtone Nederlandse ouder worden namelijk in de officiële statistieken niet tot de inwoners met een Nederlandse achtergrond gerekend. Desondanks heeft nog altijd een meerderheid van de bevolking van de stad een (gedeeltelijke) Nederlandse achtergrond.
De samenstelling van de bevolking verschilt per buurt. In de Schilderswijk en het Transvaalkwartier ligt het percentage inwoners met een migratieachtergrond sinds 2005 dicht bij de 100%. Ook in de wijken Groente- en Fruitmarkt, Laakkwartier en de Stationsbuurt zijn mensen met een migratieachtergrond in de meerderheid. De buurten met de minste inwoners met een migratieachtergrond in de stad zijn Duindorp, Kijkduin, Kraayenstein en de Vogelwijk.
De wijken met de laagste inkomens per hoofd van de bevolking zijn de Schilderswijk, het Transvaal- en Laakkwartier en de Spoorwijk (alle € 9.000,- of lager). De wijken met het meeste inkomen per hoofd van de bevolking zijn Benoordenhout, Haagse Bos (alhoewel deze wijk nog geen 300 inwoners heeft en we mogen aannemen dat het inkomen van de koning – die er ook woont – niet meegenomen is in deze statistiek) en Westbroekpark/Duttendel (alle € 19.000,- of hoger). Van de inwoners met een migratieachtergrond valt een deel onder de noemer expat. In 2019 en 2020 stond Den Haag op een derde plaats (van 490 locaties) in een ranglijst van meest leefbare steden.

### Religie
Volgens het CBS behoorde 51,3% van de bevolking tot een kerkelijke gezindte of een levensbeschouwelijke groepering, terwijl 48,7% niet-religieus was. De grootste religieuze kerkgenootschap is de Katholieke Kerk (15,9%), op de voet gevolgd door de islam (14%). Bovendien zijn er een aantal andere religieuze groeperingen, waaronder de Nederlandse Hervormde Kerk (4,8%), het hindoeïsme (4,6%), de Protestantse Kerken (3,9%), het boeddhisme (0,7%) en het jodendom (0,2%).

### Homocultuur

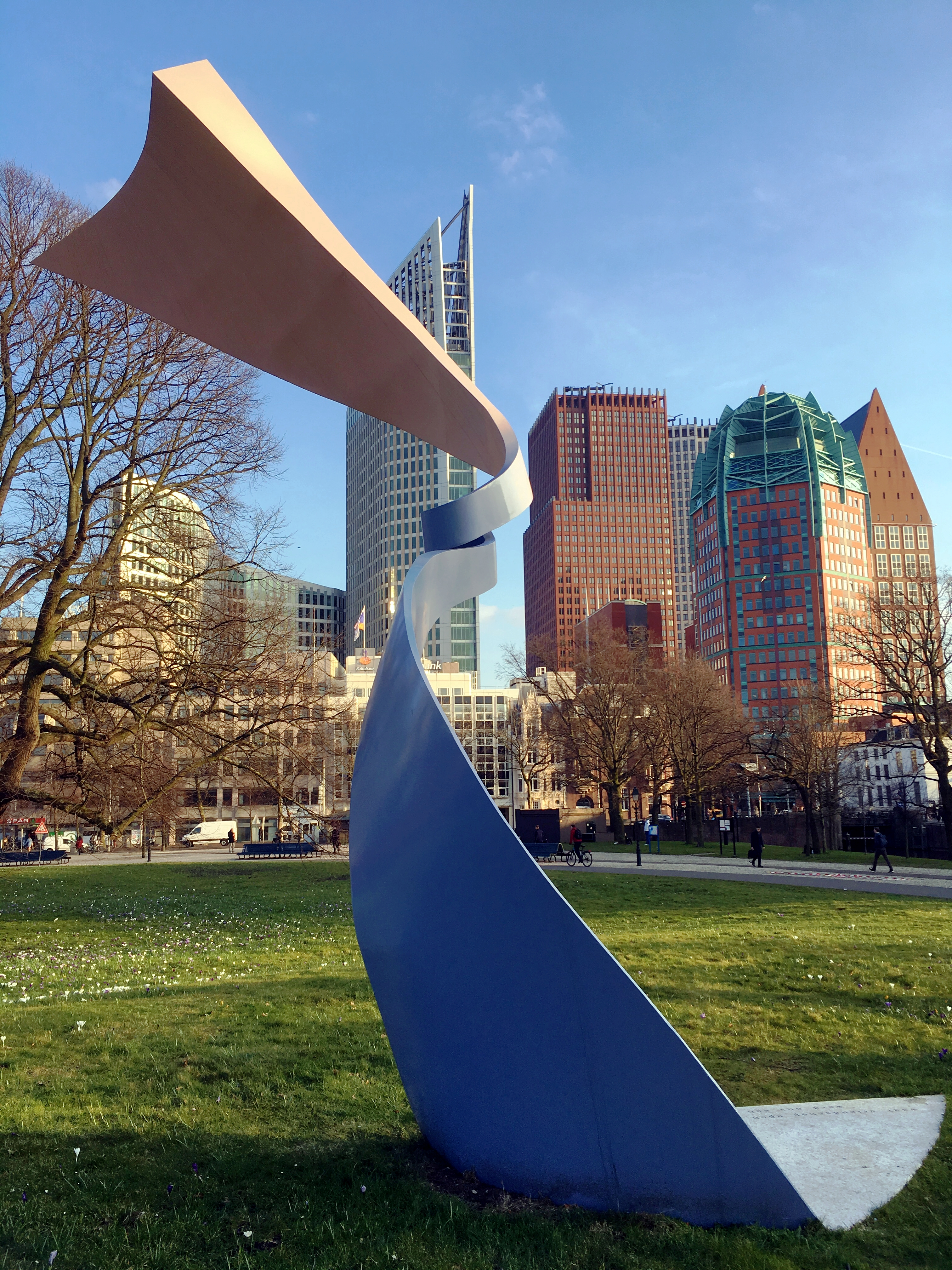
Het Homomonument Den Haag Internationaal in 2018

In Den Haag waren al in 1702 vaste locaties waar sodomieten elkaar ontmoetten en tijdens de golf van gerechtelijke vervolgingen in 1730 kwam naar voren dat er drie lolhuizen waren waar homoseksuele mannen samen kwamen voor al dan niet betaalde seks. Daarnaast ontmoetten zij elkaar op zogeheten kruisbanen in de open lucht, zoals het Voorhout.
Ook begon in deze stad de moderne homo-emancipatie in Nederland toen jhr. Jacob Schorer in 1912 het Nederlandsch Wetenschappelijk Humanitair Komitee (NWHK) oprichtte, de eerste Nederlandse organisatie die tegen de discriminatie van homoseksuelen streed. Nadat Schorer in 1920 de film Anders als die Andern wilde vertonen, ontstond een klopjacht op vermeende homo's, die bekend kwam te staan als het Haagse zedenschandaal. Na Amsterdam kende Den Haag de grootste homoseksuele subcultuur met relatief omvangrijke netwerken. Naast ontmoetingsplaatsen in de open lucht werden homo's rond 1920 in diverse horecazaken getolereerd en waren er tijdens de Duitse bezetting meerdere uitgesproken homocafés.
Op 21 januari 1969 vond op het Binnenhof in Den Haag de eerste Nederlandse demonstratie plaats voor gelijke rechten. In 1993 werd nabij Madurodam het Homomonument Den Haag Internationaal onthuld, dat in 2015 verplaatst werd naar de Koekamp. Sinds 2008 is Den Haag een van de Regenboogsteden en een jaar later vond de landelijke Roze Zaterdag voor de eerste en tot nu toe enige keer in de stad plaats. Als vervolg daarop was er in 2010 een The Hague Pride, later vervangen door het The Hague Rainbow Festival, dat jaarlijks in juni gehouden wordt en in 2017 voor het eerst ook een Pride Walk omvatte. Een andere zichtbare uiting van de aandacht voor de lhbt-emancipatie was het aanleggen van een "gaybrapad" op de middenberm van de Bezuidenhoutseweg in mei 2016.

## Politiek en bestuur

### Stadsrechten
Den Haag heeft nooit zitting in de Staten van Holland gekregen, waardoor het niet tot de steden werd gerekend. Wel verkreeg het bijna alle stadsrechten. Den Haag kreeg al in de middeleeuwen bestuurlijke instellingen die alleen in steden voorkwamen. Prins Maurits had al vergevorderde plannen om van Den Haag een vestingstad te maken, maar de Staten Generaal zagen dit als een aantasting van de onafhankelijkheid van het bestuurscentrum van de zeven provinciën. Den Haag kreeg in 1806 van koning Lodewijk Napoleon en in 1810 van keizer Napoleon de eretitel stad. Na het ontstaan van het Koninkrijk der Nederlanden in 1815 werd in Koninklijke Besluiten alleen nog gesproken van de “stad 's Gravenhage”. Dit gaf geen bijzondere rechten meer, want het stadsrecht was al in 1795 tijdens de Bataafse Republiek afgeschaft.
Lang voor die tijd had Den Haag al bijzondere privileges ontvangen die Den Haag bestuurlijk het karakter van een stad gaven. Het waren echter de overige steden die voorkwamen dat Den Haag, als zelfstandige stad, zitting kon nemen in het bestuur van het gewest Holland. Ook op andere terreinen had Den Haag de kenmerken van een stad:
- Den Haag had (sinds 1370) een eigen rechtbank en mocht eigen keuren (verordeningen) vaststellen;
- Den Haag had (sinds 24 augustus van hetzelfde jaar) burgers, in het algemeen werd de term burger enkel gebruikt in samenhang met steden;[28]
- Den Haag had een typisch stedelijk bestuur, met burgemeesters (sinds 1559), een secretaris (pensionaris) en een vroedschap (sinds 1451);
- Den Haag had twee eigen schutterijen: het Sint-Jorisgilde (sinds de 14e eeuw) en het Sint-Sebastiaansgilde (sinds de 15de eeuw);
- Den Haag had stedelijke rechten op economisch gebied: een jaarmarkt (sinds 1334), tolvrijheid (1373),[29] gilden, een lakennijverheid, bierbrouwerijen en andere typisch stedelijke nijverheid;
- Den Haag mocht vanaf 1407 accijnzen heffen en eigen wethouders kiezen.
- Den Haag heeft met de Grote of Sint Jacobskerk sinds de 14de eeuw een stadskerk en geen dorpskerk meer.

Het wettelijke verschil tussen stad en platteland is na de grondwet van 1848 en de Gemeentewet van 1851 vervallen.

### Gemeentebestuur

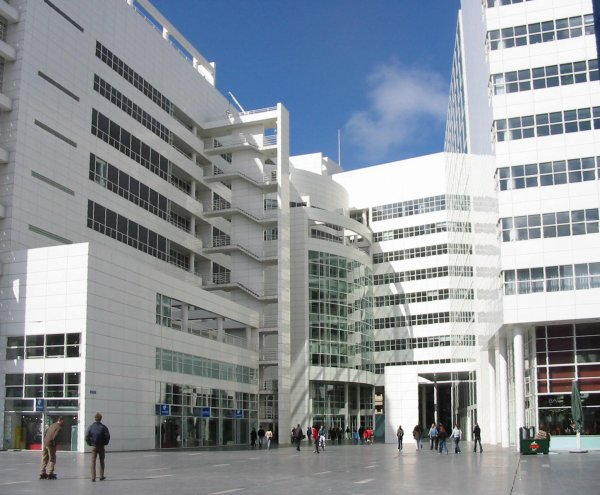
Het stadhuis van Den Haag, bijgenaamd "Het IJspaleis".

#### Coalitieperiode 2023-2026
Op 2 oktober 2023 werd bekend dat er onder leiding van Arie Slob een coalitieakkoord is bereikt tussen D66, GroenLinks, Partij voor de Dieren, PvdA, CDA en DENK. Het nieuwe college van burgemeester en wethouders werd op 11 oktober dat jaar geïnstalleerd. Het bestaat naast de burgemeester uit twee wethouders van D66, twee wethouders van GroenLinks, een wethouder van Partij voor de Dieren, een wethouder van de PvdA, een wethouder van het CDA en een wethouder van DENK. Wethouder Robert Barker en wethouder Nur Icar zijn nieuw in het college. In november 2024 verloor de coalitie haar meerderheid vanwege het overstappen van een PvdA- en een CDA-raadslid naar Hart voor Den Haag. Op 27 maart 2025 stopte wethouder Balster van de PvdA per direct vanwege de politieke cultuur.
| Functie      | Naam                                       | Portefeuille                                                                                 |
| ------------ | ------------------------------------------ | -------------------------------------------------------------------------------------------- |
| Burgemeester | Jan van Zanen (VVD)                        | Veiligheid in Den Haag, Politie Eenheid Den Haag, Brandweer, Gemeenteraad, College van B & W |
| Wethouders   | Robert van Asten (D66)                     | Stedelijke ontwikkeling, Bibliotheken, Europa, Stadsdeel Segbroek, loco-burgemeester         |
| Wethouders   | Martijn Balster (PvdA) (tot 27 maart 2025) | Volkshuisvesting, Welzijn, Wijken, Zuidwest, Stadsdeel Escamp                                |
| Wethouders   | Robert Barker (Partij voor de Dieren)      | Buitenruimte, Dierenwelzijn, Milieu, Stadsdeel Haagse Hout                                   |
| Wethouders   | Hilbert Bredemeijer (CDA)                  | Onderwijs, Jeugd, Sport, Dienstverlening, Stadsdeel Loosduinen                               |
| Wethouders   | Saskia Bruines (D66)                       | Financiën, Cultuur, Economische ontwikkeling, Stadsdeel Scheveningen                         |
| Wethouders   | Nur Icar (DENK)                            | MKB-economie, Werk, Participatie, Stadsdeel Leidschenveen-Ypenburg                           |
| Wethouders   | Arjen Kapteijns (GroenLinks)               | Energietransitie, Mobiliteit, Grondstoffen, Stadsdeel Centrum                                |
| Wethouders   | Mariëlle Vavier (GroenLinks)               | Armoede, Inclusie, Zorg, Internationale Zaken, Stadsdeel Laak                                |

#### Coalitieperiode 2022-2023
De volgende personen maakten deel uit van het bestuur, waarvan het college van B & W op 29 juni 2023 viel omdat coalitiepartij VVD het niet eens was met de manier waarop GroenLinks en PvdA de gesprekken met oud-wethouder Richard de Mos wilden voeren. De wethouders van de VVD, Parbhudayal en Mulder, dienden per direct hun ontslag in. De andere coalitiepartijen (inclusief VVD) wilden na de vrijspraak van corruptie van De Mos met hem praten over een terugkeer in het college, maar PvdA en GroenLinks waren daarop tegen.
| Functie      | Naam                                        | Portefeuille                                                                                 |
| ------------ | ------------------------------------------- | -------------------------------------------------------------------------------------------- |
| Burgemeester | Jan van Zanen (VVD)                         | Veiligheid in Den Haag, Politie Eenheid Den Haag, Brandweer, Gemeenteraad, College van B & W |
| Wethouders   | Robert van Asten (D66)                      | Stedelijke Ontwikkeling, Strategie, Europa en loco-burgemeester                              |
| Wethouders   | Martijn Balster (PvdA)                      | Volkshuisvesting, Welzijn en Zuidwest                                                        |
| Wethouders   | Hilbert Bredemeijer (CDA)                   | Onderwijs, Jeugd en Sport                                                                    |
| Wethouders   | Saskia Bruines (D66)                        | Financiën, Cultuur en Economie                                                               |
| Wethouders   | Kavita Parbhudayal (VVD) (tot 29 juni 2023) | Werk, Wijken en Dienstverlening                                                              |
| Wethouders   | Anne Mulder (VVD) (tot 29 juni 2023)        | Mobiliteit, Buitenruimte en Scheveningen                                                     |
| Wethouders   | Mariëlle Vavier (GroenLinks)                | Armoede, Inclusie en Volksgezondheid                                                         |
| Wethouders   | Arjen Kapteijns (GroenLinks)                | Duurzaamheid, Energietransitie en Klimaatadaptatie                                           |

### Gemeenteraad
Sinds 1962 leverden gemeenteraadsverkiezingen de volgende zetelverdelingen in de raad op:
| Partij                                    | 1962 | 1966 | 1970 | 1974 | 1978 | 1982 | 1986 | 1990 | 1994 | 1998 | 2002 | 2006 | 2010 | 2014 | 2018 | 2022 |
| ----------------------------------------- | ---- | ---- | ---- | ---- | ---- | ---- | ---- | ---- | ---- | ---- | ---- | ---- | ---- | ---- | ---- | ---- |
| Groep de Mos/Hart voor Den Haag           | -    | -    | -    | -    | -    | -    | -    | -    | -    | -    | -    | -    | -    | 3    | 8    | 9    |
| D66                                       | -    | -    | 3    | -    | 3    | 2    | 2    | 7    | 7    | 3    | 3    | 2    | 6    | 8    | 6    | 8    |
| VVD                                       | 7    | 8    | 10   | 13   | 11   | 14   | 11   | 9    | 11   | 12   | 11   | 10   | 7    | 4    | 7    | 7    |
| GroenLinks                                | 3    | 4    | 2    | 3    | 1    | 4    | 3    | 3    | 4    | 5    | 3    | 3    | 3    | 2    | 5    | 5    |
| PvdA                                      | 17   | 12   | 14   | 18   | 17   | 14   | 18   | 12   | 9    | 11   | 10   | 15   | 10   | 6    | 3    | 3    |
| CDA                                       | 17   | 16   | 14   | 10   | 13   | 10   | 10   | 10   | 7    | 6    | 7    | 5    | 3    | 3    | 3    | 3    |
| Partij voor de Dieren                     | -    | -    | -    | -    | -    | -    | -    | -    | -    | -    | -    | -    | 1    | 1    | 2    | 3    |
| DENK                                      | -    | -    | -    | -    | -    | -    | -    | -    | -    | -    | -    | -    | -    | -    | -    | 2    |
| Haagse Stadspartij                        | -    | -    | -    | -    | -    | -    | -    | -    | -    | 1    | 1    | 1    | 2    | 5    | 3    | 1    |
| Partij voor de Vrijheid                   | -    | -    | -    | -    | -    | -    | -    | -    | -    | -    | -    | -    | 8    | 7    | 2    | 1    |
| SP                                        | -    | -    | -    | -    | -    | -    | -    | -    | 1    | 3    | 2    | 4    | 2    | 2    | 1    | 1    |
| ChristenUnie-SGP                          | -    | -    | -    | -    | -    | 1    | 1    | 1    | 1    | 1    | 1    | 1    | -*   | 1    | 1    | 1    |
| Forum voor Democratie                     | -    | -    | -    | -    | -    | -    | -    | -    | -    | -    | -    | -    | -    | -    | -    | 1    |
| Islam Democraten                          | -    | -    | -    | -    | -    | -    | -    | -    | -    | -    | -    | 1    | 1    | 2    | 1    | -    |
| Partij van de Eenheid (Lijst A. Khoulani) | -    | -    | -    | -    | -    | -    | -    | -    | -    | -    | -    | 1    | 1    | 1    | 1    | -    |
| NIDA                                      | -    | -    | -    | -    | -    | -    | -    | -    | -    | -    | -    | -    | -    | -    | 1    | -    |
| 50PLUS                                    | -    | -    | -    | -    | -    | -    | -    | -    | -    | -    | -    | -    | -    | -    | 1    | -    |
| Politieke Partij Scheveningen             | -    | -    | -    | -    | -    | -    | -    | -    | -    | 3    | 3    | 1    | 1    | -    | -    | -    |
| Lijst Pim Fortuyn                         | -    | -    | -    | -    | -    | -    | -    | -    | -    | -    | -    | 1    | -    | -    | -    | -    |
| Solidair Nederland                        | -    | -    | -    | -    | -    | -    | -    | -    | -    | -    | -    | 1    | -    | -    | -    | -    |
| Leefbaar Den Haag                         | -    | -    | -    | -    | -    | -    | -    | -    | -    | -    | 4    | -    | -    | -    | -    | -    |
| CP(86)/CD                                 | -    | -    | -    | -    | -    | -    | -    | 3    | 5    | -    | -    | -    | -    | -    | -    | -    |
| Overige                                   | 1    | 5    | 2    | 1    | -    | -    | -    | -    | -    | -    | -    | -    | -    | -    | -    | -    |
| Totaal                                    | 45   | 45   | 45   | 45   | 45   | 45   | 45   | 45   | 45   | 45   | 45   | 45   | 45   | 45   | 45   | 45   |

Noot 1: de tabel bevat de oorspronkelijke zetelaantallen direct na de gemeenteraadsverkiezingen. Tussen haakjes staat wat de zetelaantallen daarna waren.
Noot 2: partijen als GL, CDA en ChristenUnie bestonden vroeger uit andere partijen die later zijn samengegaan in hoe ze nu heten. Vanwege de vergelijkbaarheid is de huidige naam ook voor het verleden gebruikt.
Noot 3: de vetgedrukte getallen in de laatste kolom vormen de huidige bestuurscoalitie.
Noot 4: in 2010 nam de combinatie ChristenUnie/SGP geen deel wegens een conflict. De ChristenUnie nam zelfstandig deel. De SGP zocht samenwerking met verschillende migrantenkerken, zoals de Koptisch-Orthodoxe Kerk, en evangelische gemeenten, en nam deel als SGP/Christelijk Sociaal Den Haag.

### Gemeentegrenzen
In de 19e eeuw en 20e eeuw heeft Den Haag gebieden geannexeerd wegens ruimtegebrek. In 1843 betrof het van Rijswijk het gebied tussen de Hoefkade en de Laakmolensloot, nodig voor de bouw van station Hollands Spoor. In 1901 volgde het gedeelte tussen de Laak en Broeksloot. Dit was een compromis, Den Haag wilde meer gebied annexeren maar Rijswijk wilde niet dat daar buitenstaanders zouden komen te wonen en deed daarom afstand van dit deel van haar grondgebied. In 1902-1903 werd het aan Den Haag grenzende gedeelte van Loosduinen, tussen de huidige Beeklaan en Kamperfoeliestraat, geannexeerd. In 1907 betrof het de Wassenaarse landgoederen Reigersbergen en Marlot en van Voorburg de Binckhorst. De voormalige gemeente Loosduinen werd in 1923 in zijn geheel samengevoegd met Den Haag. Dit beleid werd later voortgezet. In 1994 ging het grondgebied Wateringse Veld van de toenmalige gemeente Wateringen naar Den Haag. Tegelijkertijd vroeg de gemeente de artikel 12-status aan en ontving daarvoor uiteindelijk 1 miljard gulden aan steun van het Rijk.
Met ingang van 1 januari 2002 werden de nieuwbouwwijken Leidschenveen en Ypenburg als gevolg van grenscorrecties toegewezen aan Den Haag, dit ten koste van de (toenmalige) gemeenten Leidschendam, Nootdorp, Rijswijk, Voorburg en Pijnacker. Om de wijk Leidschenveen-Ypenburg met de rest van de stad te verbinden, werd een corridor gecreëerd. Het gedeelte van de Trekvliet vanaf de Broekslootkade tot Drievliet vormt deze van de gemeente Den Haag, inclusief de zuidelijke oever langs een lijn die is gelegen twee meter van de perceelgrenzen van de bebouwing parallel aan deze perceelgrenzen op grondgebied van de gemeente Rijswijk en de noordelijke oever van het grondgebied van de gemeente Leidschendam-Voorburg, en behoort tot het stadsdeel Leidschenveen-Ypenburg.
Den Haag heeft overigens ook grondgebied verloren, toen bij de gemeentelijke indeling in 1812 de heerlijkheid Nieuwveen werd toegevoegd aan de gemeente Nootdorp. Verder zijn er in de loop der eeuwen aanzienlijke stukken kustgebied in de zee verdwenen, waaronder een deel van de vissersplaats Scheveningen.

### Heraldiek

Het wapen van Den Haag, sinds 2013

De vlag van Den Haag werd op 2 december 1920 per raadsbesluit van de Haagse gemeenteraad aangesteld als de gemeentelijke vlag. Tot dit raadsbesluit waren de kleuren zwart en geel. In 1920 werd gekozen voor de kleuren groen en geel.
Het wapen van Den Haag toont een gouden schild, gedekt door een gravenkroon, met een ooievaar op één been en een paling in de bek. In de 14de eeuw komen in grafelijke rekeningen posten voor ten behoeve van herstel van ooievaarsnesten en in de 16e eeuw toont het wapen van Den Haag de ooievaar. De oudste afbeelding van de ooievaar in het Haagse wapen staat op de luidklok Jhesus van de Grote of St. Jacobskerk die in 1541 is gegoten. Na 1586 tonen ook de lakzegels van Den Haag een ooievaar met een paling in de bek.
In 1991 schafte de gemeente het gebruik van het wapen af en gebruikte hiervoor in de plaats een beeldmerk van een vliegende ooievaar -in stadsgroen. In 2013 werd besloten tot de herintroductie van het wapen, ditmaal met de wapenspreuk Vrede en Recht. Deze wijziging werd begroot op € 250.000 voor ontwerp en drukwerk, de kosten voor totale omschakeling op de nieuwe huisstijl zijn niet gespecificeerd. Een kleurenontwerp van Anton Corbijn, bijgenaamd Vlieger/Zaadcel, kwam in de tussenliggende periode van 2006 tot 2016 in gebruik.

### Regionale indeling
Den Haag is in ten minste 21 regionale samenwerkingen vertegenwoordigd, die elk een andere samenstelling hebben.

## Onderwijs, volksgezondheid en sport

### Onderwijs

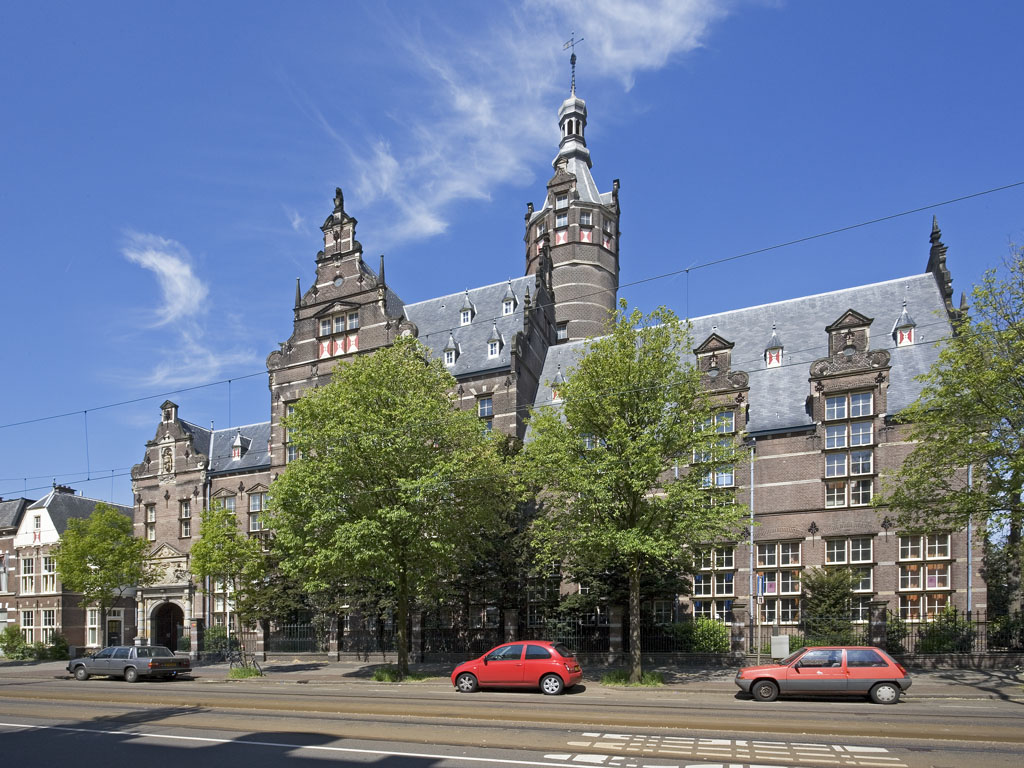
Het Gymnasium Haganum

Er zijn vele basisscholen en middelbare scholen die onderwijs op de niveaus van vmbo tot en met gymnasium geven. Voorbeelden hiervan zijn het Christelijk College De Populier, het Segbroek College, het Maris College, het Maerlant-Lyceum, het Wateringse Veld College, het Dalton Den Haag, het Zandvlietcollege, het Edith Stein College, de Rooms-Katholieke Basisschool de Paradijsvogel, het Lyceum Ypenburg, het Vrijzinnig-Christelijk Lyceum en het Haags Montessori Lyceum. Den Haag heeft twee zelfstandige gymnasia: het Gymnasium Haganum en het Christelijk Gymnasium Sorghvliet. Daarnaast zijn er ook particuliere scholen voor het voortgezet onderwijs, zoals het Luzac College, het Winford College en het Sverre College.
Voor MBO heeft Den Haag het ROC Mondriaan, waar 17000 studenten een middelbare vakopleiding volgen in 170 richtingen.
Hoewel de stad niet over een grote zelfstandige universiteit beschikt, zijn er wel het T.M.C. Asser Instituut, het The Hague Forum for Judicial Expertise, het Nederlands Interdisciplinair Demografisch Instituut, het International Institute of Social Studies, de Haagsche Academie voor Internationaal Recht, de Campus Den Haag (welke een dependance is van de Universiteit Leiden), de Haagse Hogeschool (die onder de naam The Hague University of Applied Sciences een aantal bachelorstudies en drie Engelstalige masteropleidingen aanbiedt), Hogeschool Inholland Den Haag, Hotelschool The Hague en een dependance van Hogeschool Helicon. Verder is het de thuishaven voor een van Nederlands grootste en meest vooraanstaande instituten op gebied van kunstonderwijs, namelijk de Haagse Hogeschool voor de Beeldende Kunsten, Muziek en Dans. Deze bestaat uit het Koninklijk Conservatorium en de Koninklijke Academie van Beeldende Kunsten.
Ook kent Den Haag een aantal Nederlandse scholen waar internationaal onderwijs wordt gegeven. Voorbeelden hiervan zijn: de Haagsche Schoolvereeniging (basisonderwijs), de International School of The Hague (basis- en voortgezet onderwijs) en enkele buitenlandse scholen: de British School in the Netherlands (basisonderwijs), American School of The Hague (basis- en voortgezet onderwijs), het Lycée Vincent van Gogh de la Haye (basis- en voortgezet onderwijs) en de Deutsche Internationale Schule Den Haag (basis- en voortgezet onderwijs). Daarnaast bestaan er enkele scholen die zijn gekoppeld aan ambassades: de Polish School, Indonesian School en de Oekraïense school.

### Zorg
Den Haag wordt bediend door twee grote ziekenhuizen. Er is het HagaZiekenhuis, Juliana Kinderziekenhuis en Buitenpolikliniek Wateringseveld. Ten tweede is er het Haaglanden Medisch Centrum, met locaties Lijnbaan (HMC Westeinde) en Bronovolaan (HMC Bronovo) in Den Haag.

### Sport

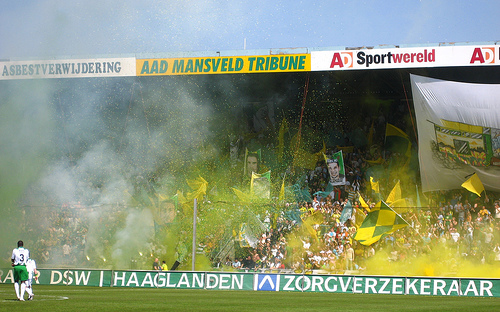
Sfeeractie bij een wedstrijd van ADO Den Haag van supportersvereniging North Side in het voormalige Zuiderparkstadion

De profvoetbalclub van Den Haag is ADO Den Haag, dat sinds 2021/2022 uitkomt in de Eerste divisie, na te zijn gedegradeerd uit de Eredivisie. ADO is landskampioen geworden in 1942 en 1943, ook heeft zij in 1968 en 1975 de KNVB Beker behaald. In de Tweede divisie zaterdag komt SVV Scheveningen uit. In de Derde divisie zondag komen HBS en Quick uit. Andere voetbalclubs in de stad zijn GSC ESDO, Duindorp SV, DUNO, SVC '08, HVV, BMT, (HVV) Laakkwartier, VCS, VUC, Quick Steps, v.v. Escamp, SV Loosduinen, Graaf Willem II VAC, SV Houtwijk, RKSV GDA, SV Die Haghe, VV Haagse Hout, VV SVH, en nog vele andere voetbalclubs voor de jeugd.
Den Haag kent twee atletiekverenigingen in de vorm van Haag Atletiek en AV Sparta. Haag Atletiek werd in 1913 opgericht is gevestigd op Sportpark Laan van Poot. AV Sparta heeft twee vestigingen in het Zuiderpark en Sportpark Westvliet.
Honkbalvereniging ADO kwam uit in de hoogste klasse, net als het eerste herensoftbalteam van Storks. Verder zijn er in Den Haag enkele bekende hockeyclubs: HCKZ, HDM en HDS (waar men ook aan cricket doet). De succesvolle ijshockeyploeg HYS The Hague is gehuisvest is in De Uithof, waar – naast een ijshockeybaan – ook een 400m-schaatsbaan, een kartbaan, een skihal, een gamehal en een klimwand zijn.
Voorts zijn er twee roeiverenigingen: burgerroeivereniging De Laak (opgericht in 1911) en studentenroeivereniging H.S.R.V. Pelargos (opgericht in 2002). De Haagse roeiwedstrijd is de Laak Pelargos Prognose Race (LPPR) en wordt ieder jaar begin maart gehouden. Een paar zwemverenigingen in Den Haag zijn Zwemlust '68 en DES; op het gebied van duiksport is er Amphibius Onderwatersport.
Op korfbalgebied zijn er voormalig landskampioen KV Die Haghe en op handbalgebied eredivisieclub Hellas Den Haag. BC Drop Shot was de eerste kampioen van de eredivisie badminton. Den Haag heeft verder ook tal van judoclubs, waaronder Shi Sei, Lu Gia Jen en Kian Schi.
Hoofdzakelijk door het Haagse duingebied loopt de Europese wandelroute E9, ter plaatse ook North Sea Trail of Hollands Kustpad geheten. De E9 loopt langs de kust van Portugal naar de Baltische staten. De route komt vanuit Monster via Kijkduin en loopt via Scheveningen naar Meijendel bij Wassenaar.
Daarnaast is Den Haag het startpunt van de Europese wandelroute E11 die loopt tot aan Tallinn in Estland. Vanaf Scheveningen loopt de route via het centrum naar Wassenaar.

## Rechtspraak

Het Vredespaleis

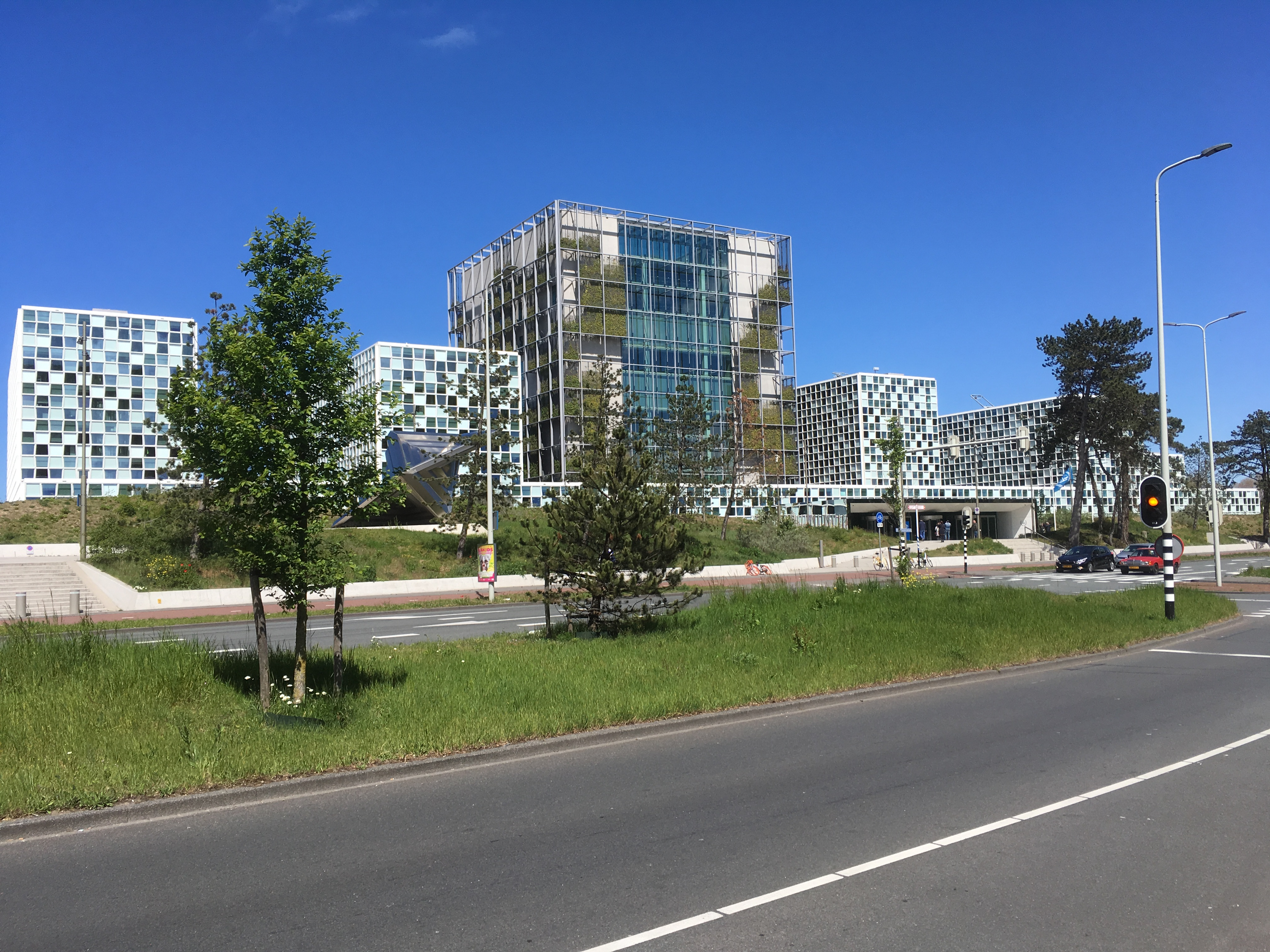
Het Internationaal Strafhof

De naam van de stad is verbonden aan nationale en internationale rechtscolleges. De Hoge Raad, de hoogste rechterlijke instantie in het Koninkrijk der Nederlanden, bevindt zich in Den Haag, evenals de bestuursrechterlijke zetel van de Raad van State en het College van Beroep voor het bedrijfsleven.
Sinds de opkomst van het internationaal recht en de vredesconferenties van Den Haag in 1899 en 1907 is een groot aantal internationale tribunalen en gerechtshoven in Den Haag gevestigd. Het Internationaal Gerechtshof (International Court of Justice, ICJ) is het belangrijkste gerechtelijke orgaan binnen de Verenigde Naties en behandelt geschillen tussen staten. Het Gerechtshof zetelt in het Vredespaleis, samen met het Permanent Hof van Arbitrage, de Haagsche Academie voor Internationaal Recht en de Carnegie Stichting.
Ook in het internationaal strafrecht, gericht op de berechting van individuele personen, speelt Den Haag een belangrijke rol. De stad huisvestte vanaf de jaren 90 het Joegoslaviëtribunaal en is sinds de oprichting in 2002 de zetel van het Internationale Strafhof (International Criminal Court, ICC), het belangrijkste rechtsorgaan voor het vervolgen van verdachten van den van genocide, misdaden tegen de menselijkheid en oorlogsmisdrijven.
Ook de Organisatie voor het Verbod op Chemische Wapens, gelieerd aan de VN, en het Tribunaal inzake vorderingen tussen Iran en de Verenigde Staten bevinden zich eveneens in Den Haag. Verschillende academische instituten op het gebied van internationale relaties, internationaal recht en internationale ontwikkeling zijn verenigd in de Hague Academic Coalition.
Vanwege de aanwezigheid van dit grote aantal gerechtshoven en tribunalen is Den Haag, net als New York, Genève, Wenen en Nairobi, een belangrijke VN-stad. Als erkenning van de rol die Den Haag al ruim 100 jaar speelt op het gebied van internationaal recht en vredespolitiek is het de gemeente per koninklijk besluit toegestaan om vanaf 27 september 2012 het motto "vrede en recht" toe te voegen aan het gemeentewapen. Het is voor het eerst sinds 2008 dat een motto wordt toegestaan. In december 1958 won Den Haag al de Prix de l'Europe, een eerbetoon van de Raad van Europa aan gemeenten die zich bijzonder ingezet hebben voor de eenwording in Europa.

## Economie

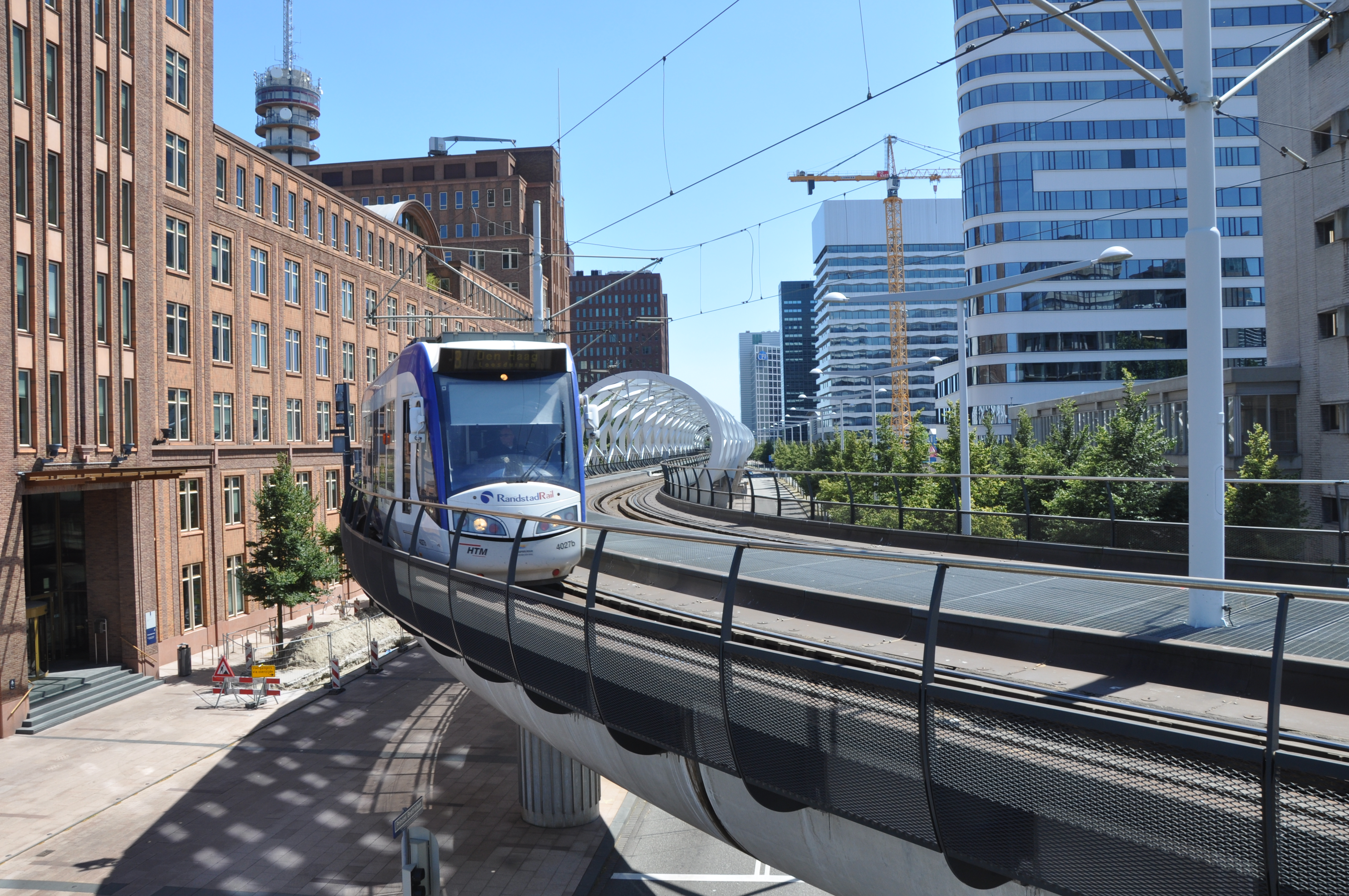
Het Beatrixkwartier is met een concentratie van grote kantoren een economische aanjager voor Den Haag

De meeste werkgelegenheid in de stad, voor 26% oftewel 56.000 personen in 2006, wordt geboden door de overheid en internationale organisaties. Grote werkgevers uit deze sector zijn onder andere de gemeente Den Haag en de ministeries van Defensie, Justitie, Buitenlandse Zaken, Binnenlandse Zaken en Verkeer en Waterstaat.
Andere belangrijke sectoren in de stad zijn de zakelijke dienstverlening met 19% van de werkgelegenheid, de gezondheidszorg met 14%, vrijetijdseconomie met 10%, kleinschalige industrie en groothandel met 10%, en de TMT (technologie, Media en Telecom) sector met 10%. De 10 grootste commerciële werkgevers zijn goed voor 11% van de werkgelegenheid: KPN, ING Bank, PostNL, T-Mobile, HTM, AEGON, Siemens, Ahold en Shell.
In 2020 verkocht de gemeente haar belang in ENECO voor 675 miljoen.

## Verkeer en vervoer

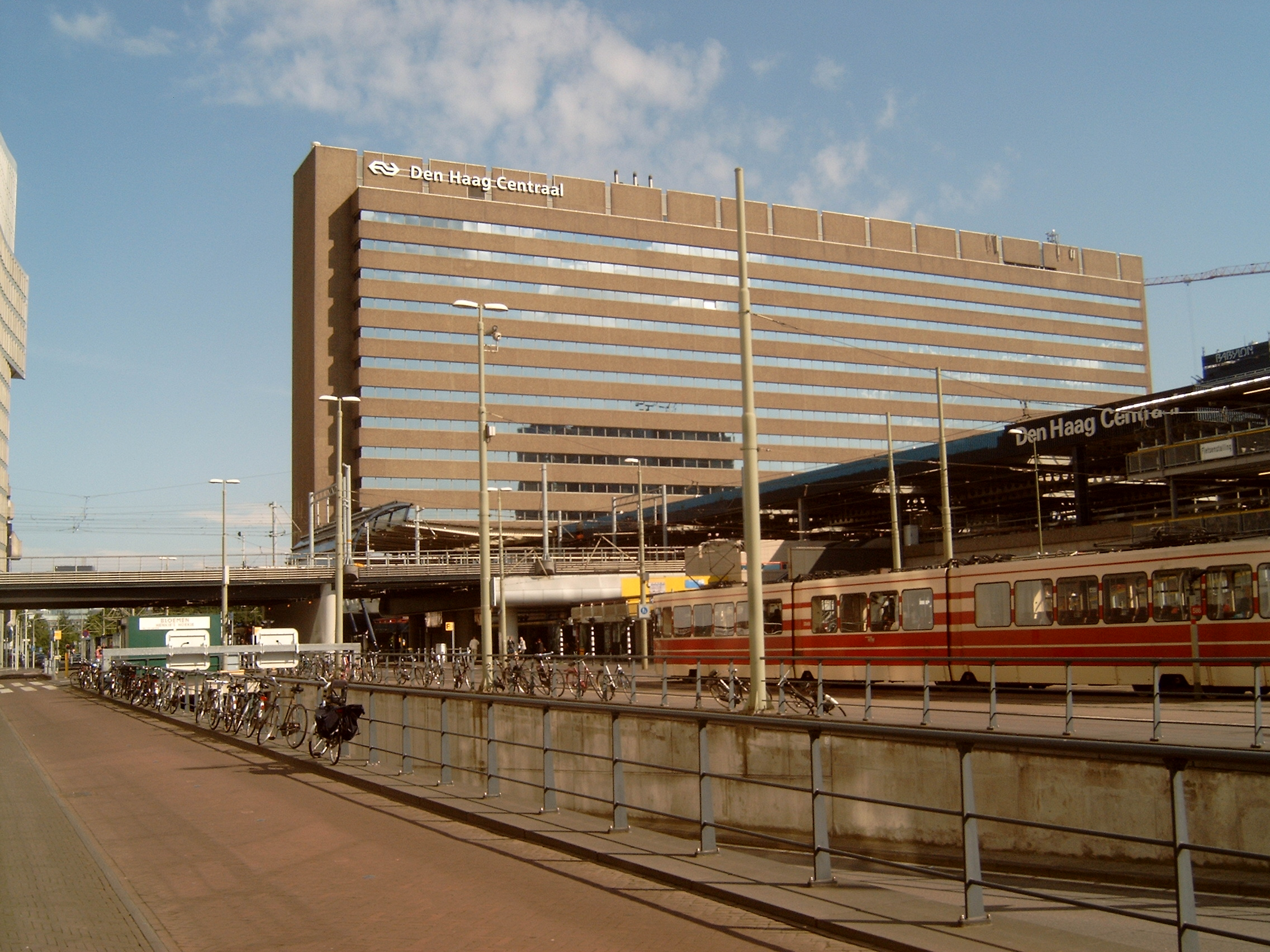
Station Den Haag Centraal, het grootste kopstation van Nederland

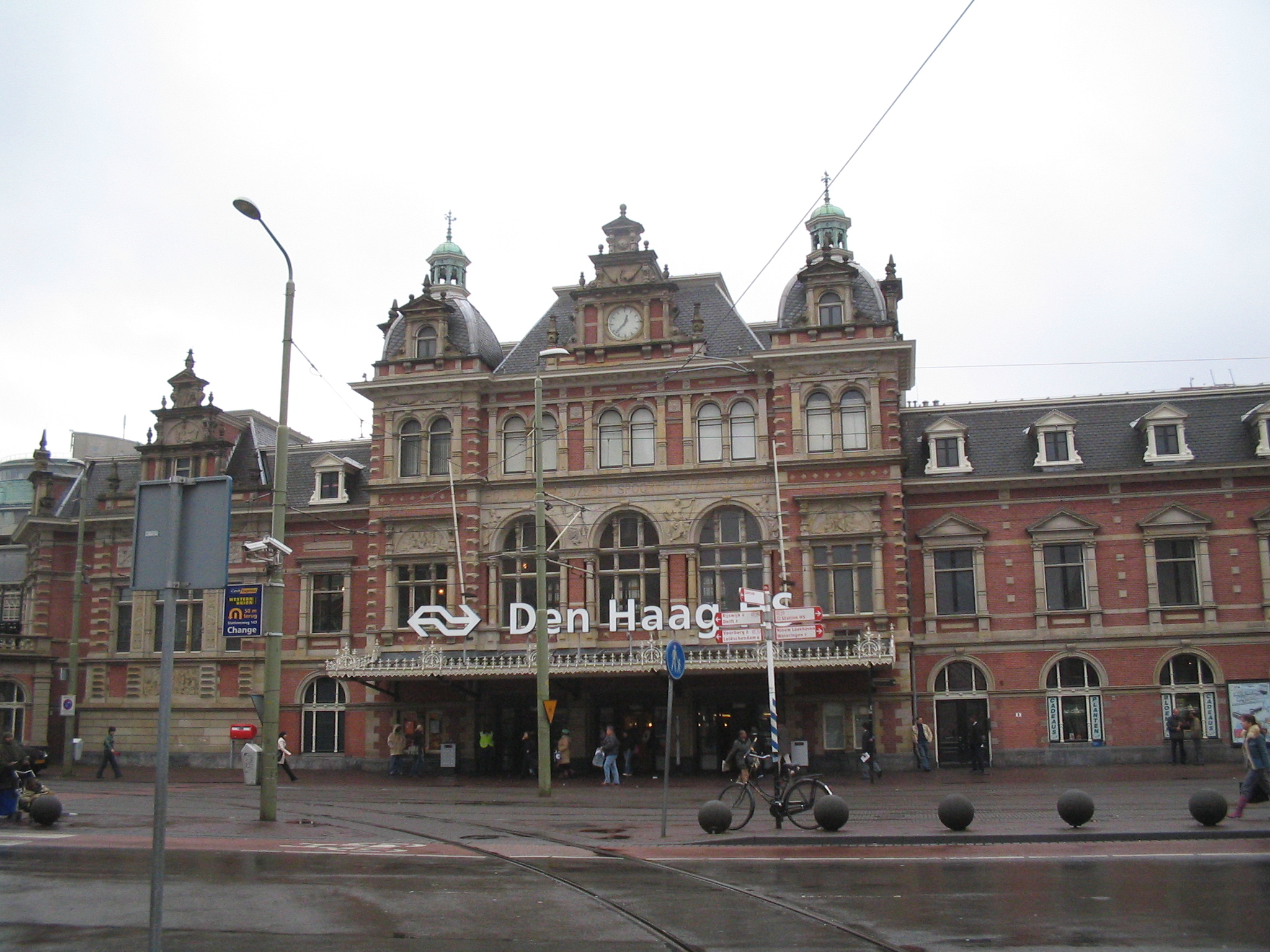
Station Den Haag Hollands Spoor

Den Haag is per auto te bereiken over de autosnelwegen A4, A12, A13, A44/N44 en Ring Den Haag.
De meeste reizigers die Den Haag per trein aandoen, reizen via de spoorwegstations Den Haag Centraal en Den Haag HS. Op het laatstgenoemde station stoppen ook internationale nachttreinen. Er zijn nog een aantal kleinere stations, te weten Moerwijk, Ypenburg, Laan van NOI en Mariahoeve. Den Haag heeft directe treinverbindingen met onder andere Leiden Centraal, Haarlem, Schiphol, Amsterdam Sloterdijk, Amsterdam Centraal, Amsterdam Zuid, Almere Centrum, Lelystad Centrum, Zwolle, Groningen, Leeuwarden, Gouda, Utrecht Centraal, Enschede, Deventer, Delft, Rotterdam Centraal, Dordrecht, Roosendaal, Vlissingen, Breda, Tilburg en Eindhoven Centraal.
HTM Personenvervoer verzorgt een uitgebreid net van 12 tramlijnen, 9 buslijnen en 6 nachtbuslijnen het vervoer in Den Haag en omliggende gemeenten. De HTM heeft veruit de meeste interlokale tramlijnen van Nederland. Onder de naam RandstadRail verzorgt de HTM sinds september 2007 2 lijnen van en naar Zoetermeer en de RET exploiteert Metrolijn E van en naar metrostation Slinge in Rotterdam. De streekvervoerverbindingen met Den Haag zijn per 25 augustus 2019 grotendeels in handen van EBS en sinds 9 december 2012 ook van Arriva. Daarvoor werd het streekvervoer volledig geëxploiteerd door Connexxion. Verder wordt er internationaal busvervoer verricht door Flixbus.
Op 10 februari 2010 werd de naam van Rotterdam Airport veranderd in Rotterdam The Hague Airport. Het vliegveld is bereikbaar via de autosnelweg A13 en met openbaar vervoer via metrolijn E en aansluitende shuttlebus.

## Cultuur en recreatie

### Monumenten
Den Haag telt een groot aantal rijksmonumenten, gemeentelijke monumenten en oorlogsmonumenten.

### Beschermd stadsgezicht

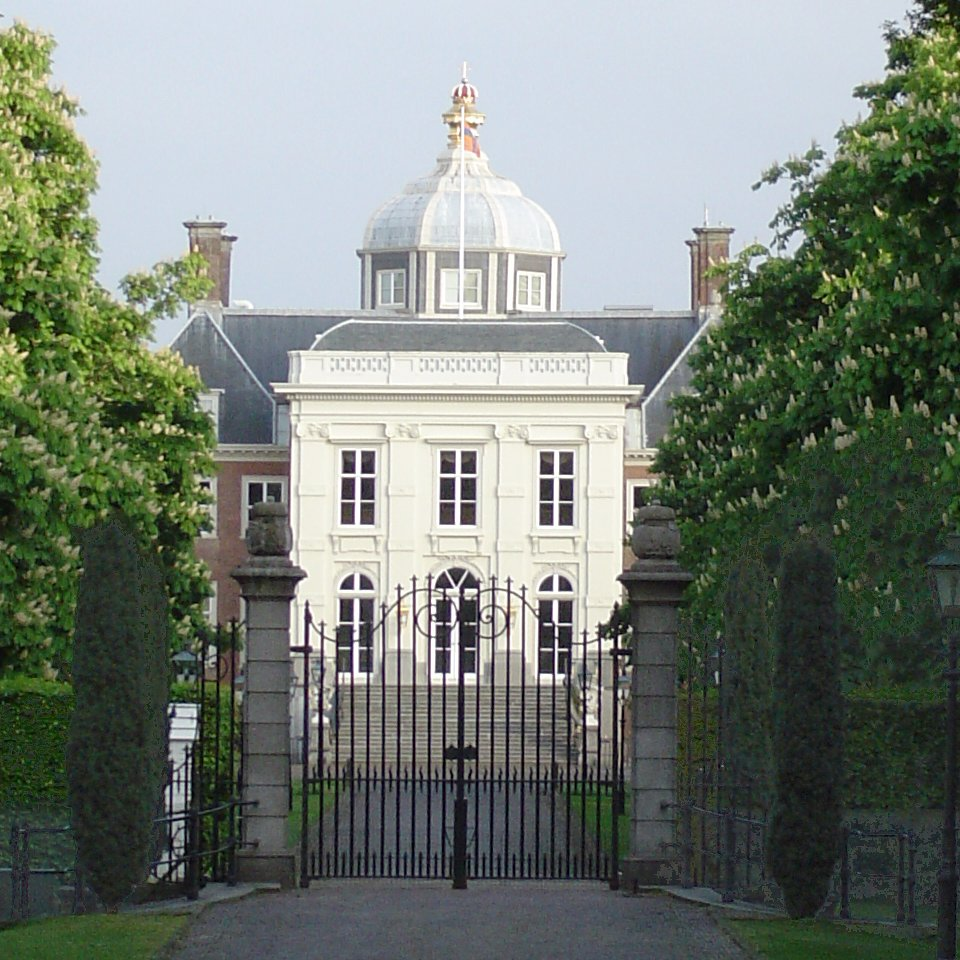
Paleis Huis ten Bosch in het rijksbeschermde stadsgezicht Haagse Bos

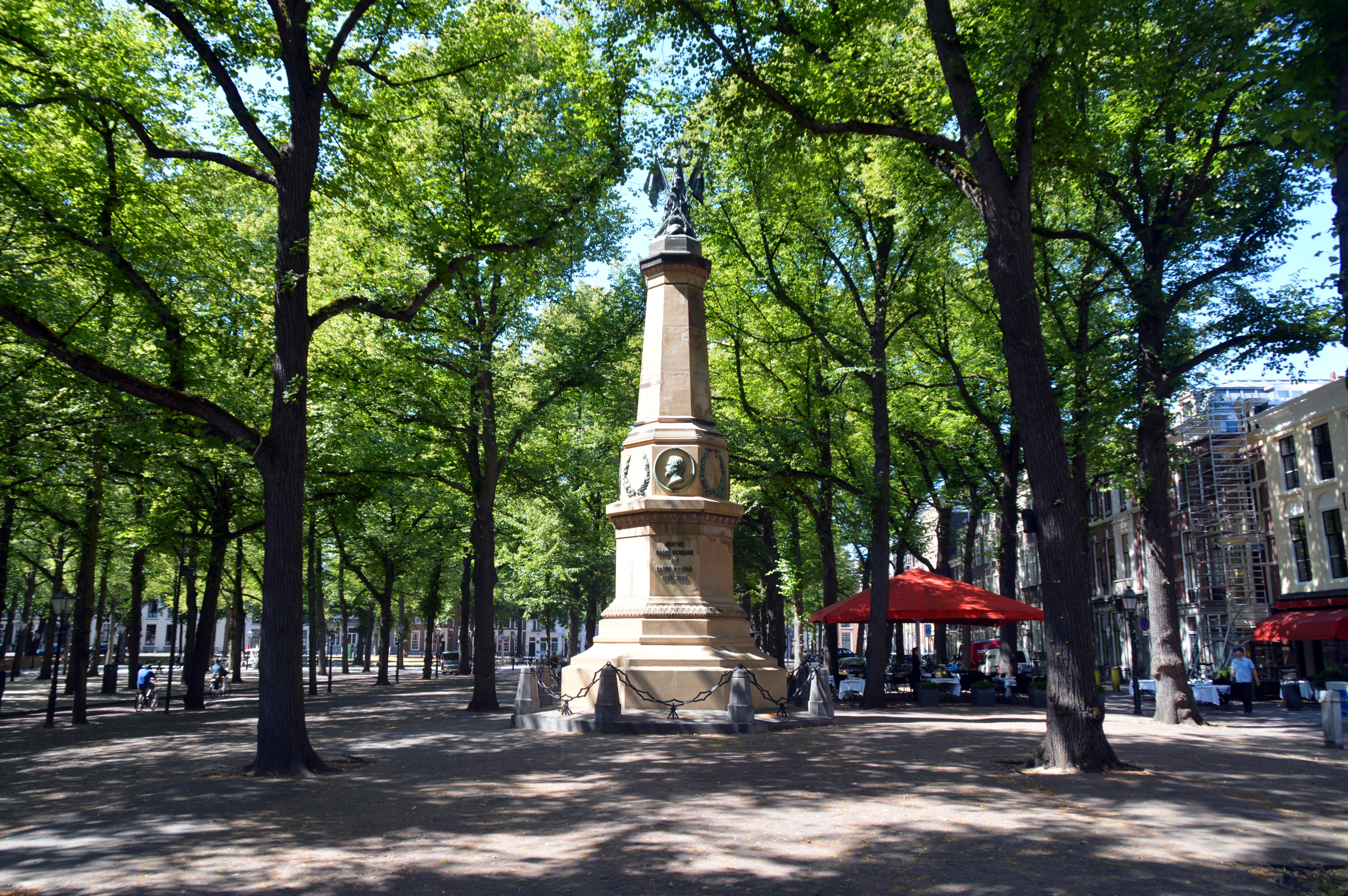
Gedenkteken Karel Bernhard van Saksen-Weimar-Eisenach

Den Haag telt verscheidene beschermde stadsgezichten: Archipelbuurt, Benoordenhout, Binnenhof, Duinoord, Haagse Bos, Malieveld, Marlot / Reigersbergen, Sint Jacobskerk, Statenkwartier, Van Stolkpark/Scheveningse Bosjes, Westbroekpark, Willemspark, Zorgvliet, Zuiderpark en een uitbreiding.
Voorts zijn er de volgende gemeentelijk beschermde stadsgezichten:
- Kijkduin-Meer en Bosch (7 december 1989)
- Laakkwartier (14 februari 2002)
- Meer en Bos (7 december 1989)
- Regentessekwartier (14 februari 2002)
- Scheveningen-Dorp (6 maart 2003)
- Sportlaan-Segbroeklaan e.o. (4 november 2004)
- Valkenboskwartier (14 februari 2002)
- Vogelwijk (14 februari 2002)
- Vrederust-West (Drevenbuurt) (4 november 2004)
- Zeeheldenkwartier (14 februari 2002)
- ZHB-hoven (18 april 2002)

### Bezienswaardigheden

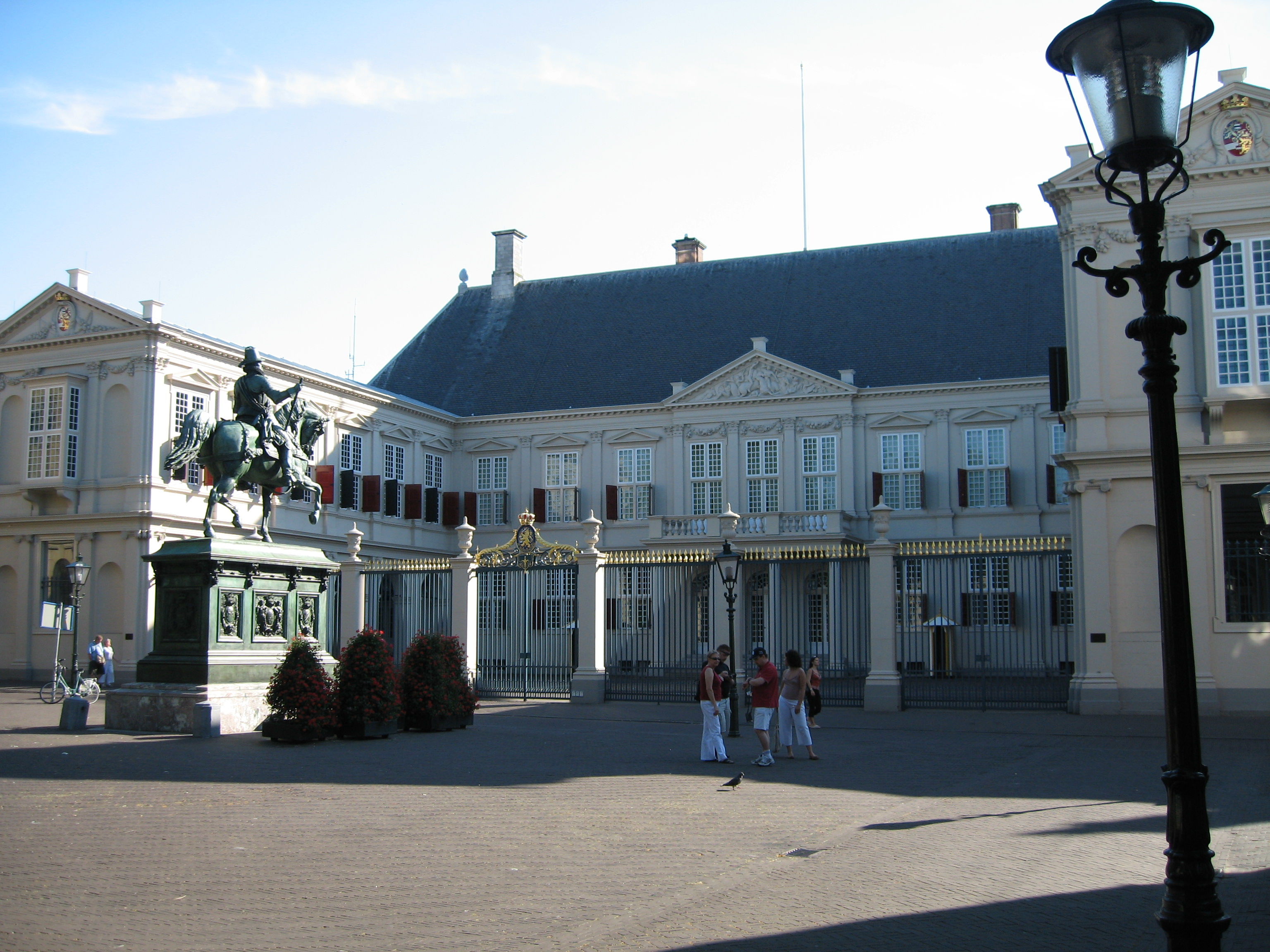
Paleis Noordeinde

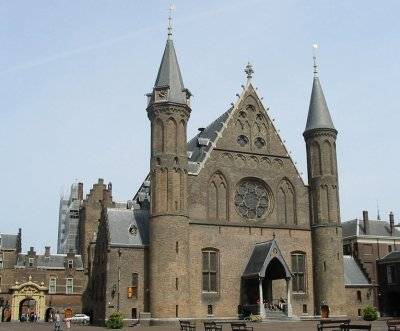
De Ridderzaal

Den Haag is een oude stad met veel historie. Er staan veel monumenten, monumentale panden en herdenkingsmonumenten, belangwekkende zijn:
- Binnenhof
- Gevangenpoort
- Grote Kerk
- Haagse Passage
- Indisch Monument
- Kurhaus (Scheveningen)
- Lange Voorhout
- Mauritshuis
- Nieuwe Kerk
- Oude Stadhuis
- Paleis Noordeinde
- Ridderzaal
- Vredespaleis

### Musea

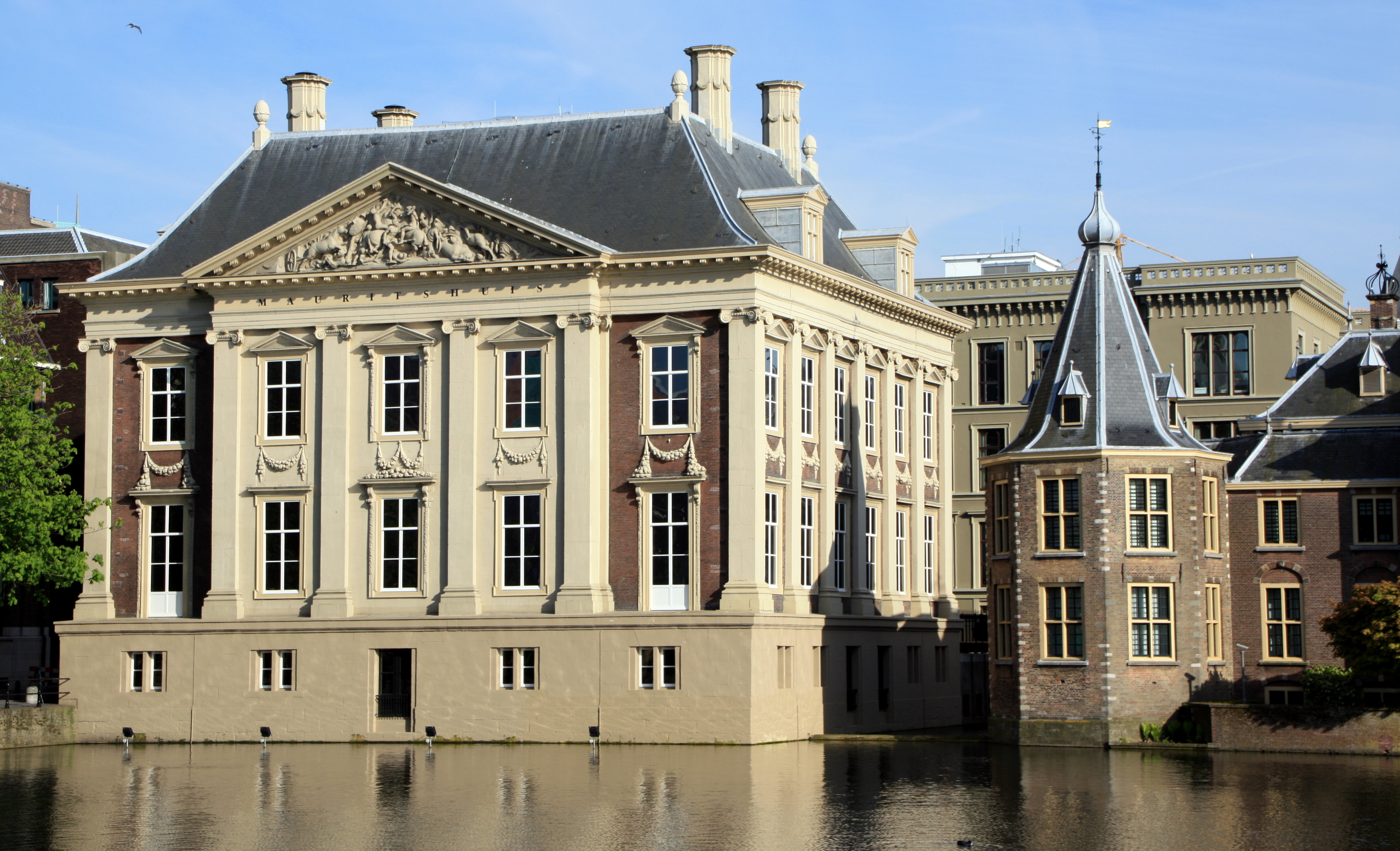
Het Mauritshuis

Er zijn diverse musea in Den Haag te vinden. Dat zijn onder andere:
- Atlantikwall Museum Scheveningen
- Beelden aan Zee
- Escher in Het Paleis (gewijd aan graficus Maurits Cornelis Escher)
- Fotomuseum Den Haag
- Galerij Prins Willem V
- Gevangenpoort
- Haags Bus Museum
- Haags Historisch Museum
- Haags Openbaar Vervoer Museum
- Kinderboekenmuseum
- Kunstmuseum Den Haag
- Literatuurmuseum
- Loosduins Museum (streekmuseum)
- Louwman Museum (automuseum)
- Mauritshuis
- De Mesdag Collectie en het Panorama Mesdag
- Museum Bredius
- Museum Meermanno (Huis van het boek)

### Attracties
- Avonturia (indoordierentuin)

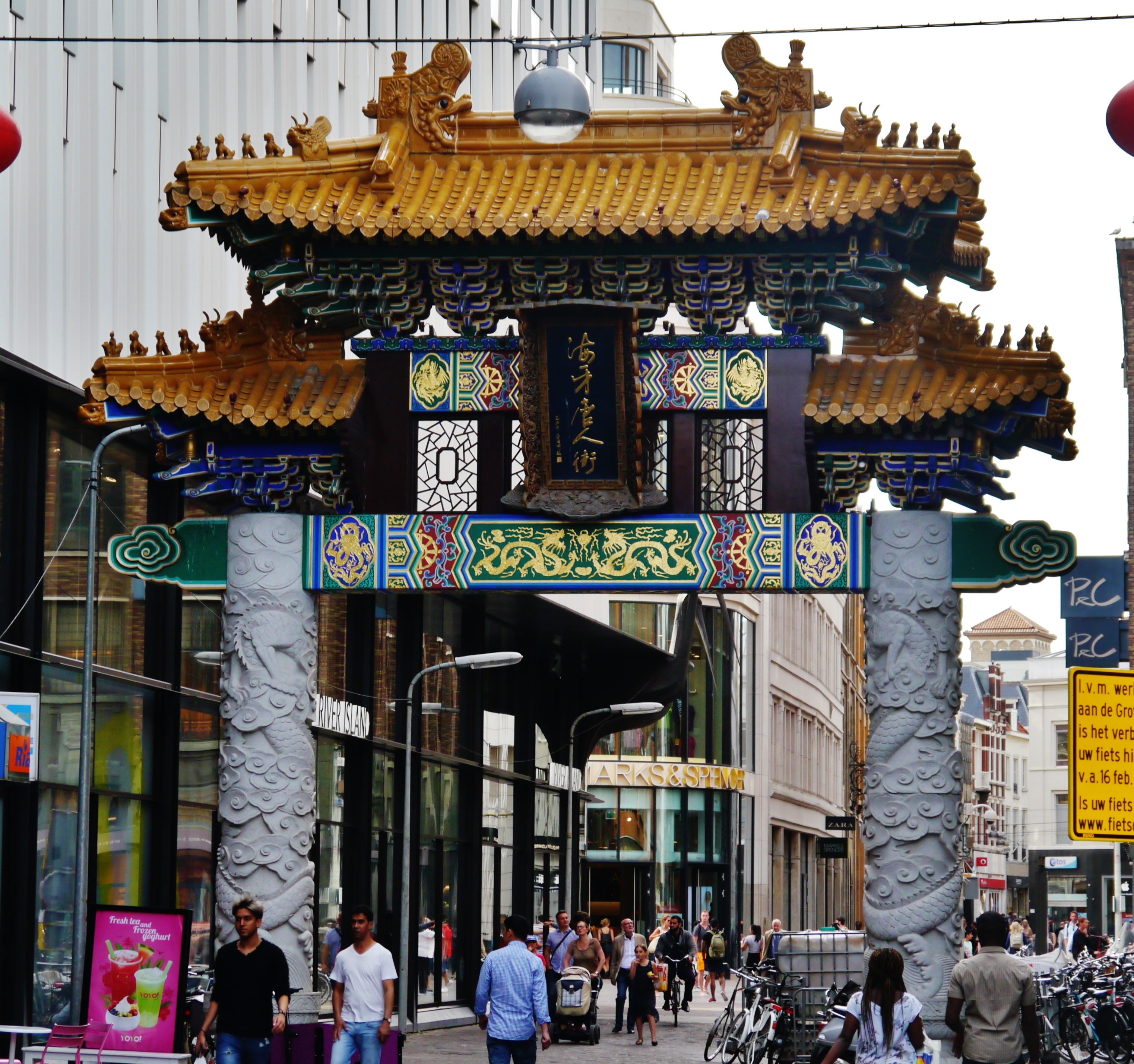
Chinatown

- Beeld en Geluid - Den Haag (voorheen Museum voor Communicatie & COMM)
- Chinatown (Chinese horecawijk met twee poorten)
- Familiepark Drievliet (attractiepark)
- De Haagse Toren (de hoogste horeca in Nederland)
- Madurodam (miniatuurpark)
- Museon (Museum voor het onderwijs)
- Omniversum (grootbeeldfilmtheater)
- ProDemos (rondleidingen in en om het Binnenhof)
- Reuzenrad (op de Pier)
- Rondvaarten (met open boten)
- Sea Life (aquaria)
- De Uithof (indoorski- en schaatscentrum)

### Culturele voorzieningen
- Amare
- ALBA theaterhuis
- Bibliotheek Den Haag
- Centrum Beeldende Kunst
- Diligentia
- Haags HipHop Centrum
- Het Nutshuis
- Koninklijke Bibliotheek
- Koninklijke Schouwburg
- Korzo
- Laaktheater
- Nationaal Archief
- Pulchri Studio

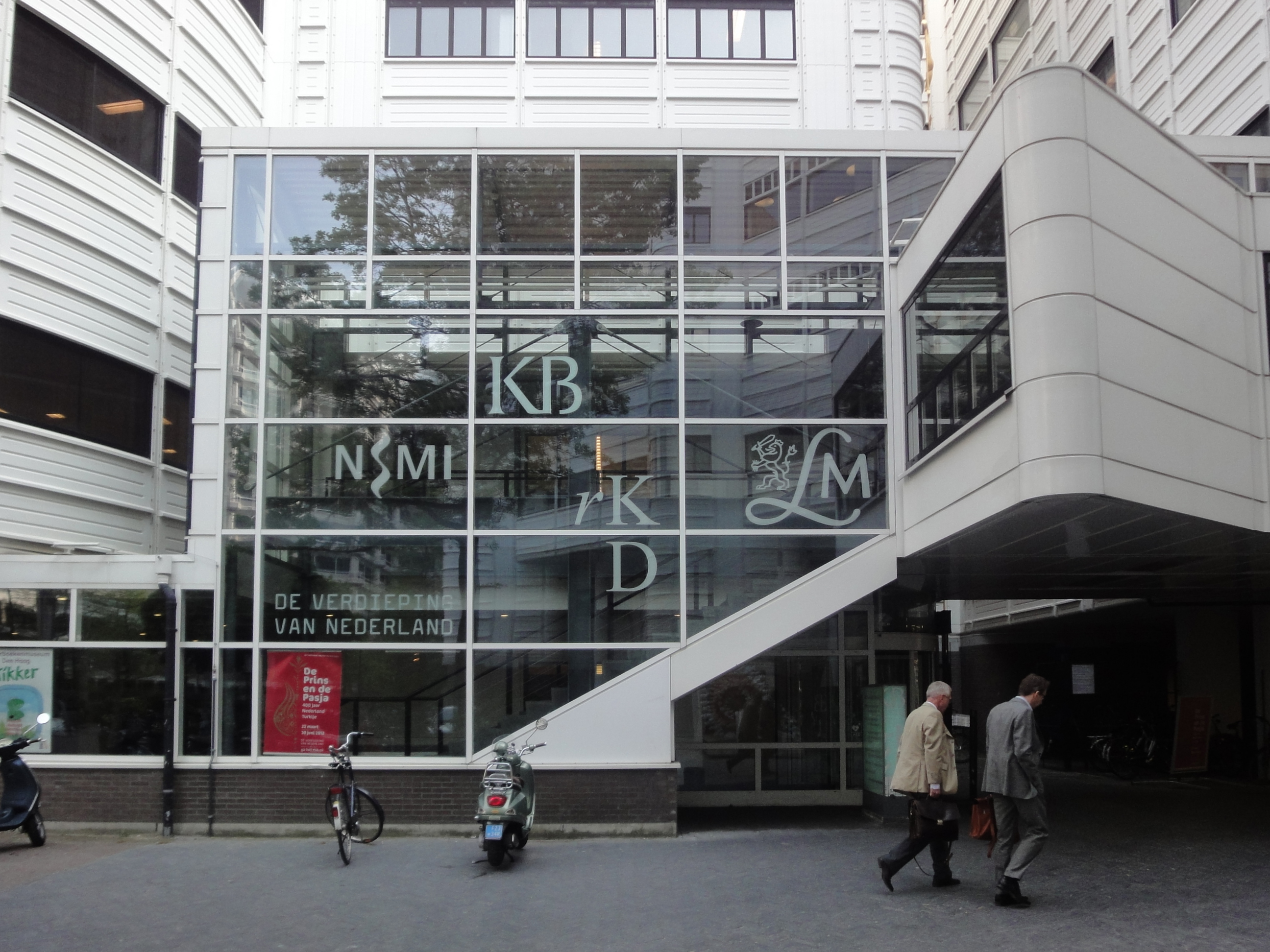
De Koninklijke Bibliotheek is de nationale bibliotheek van Nederland

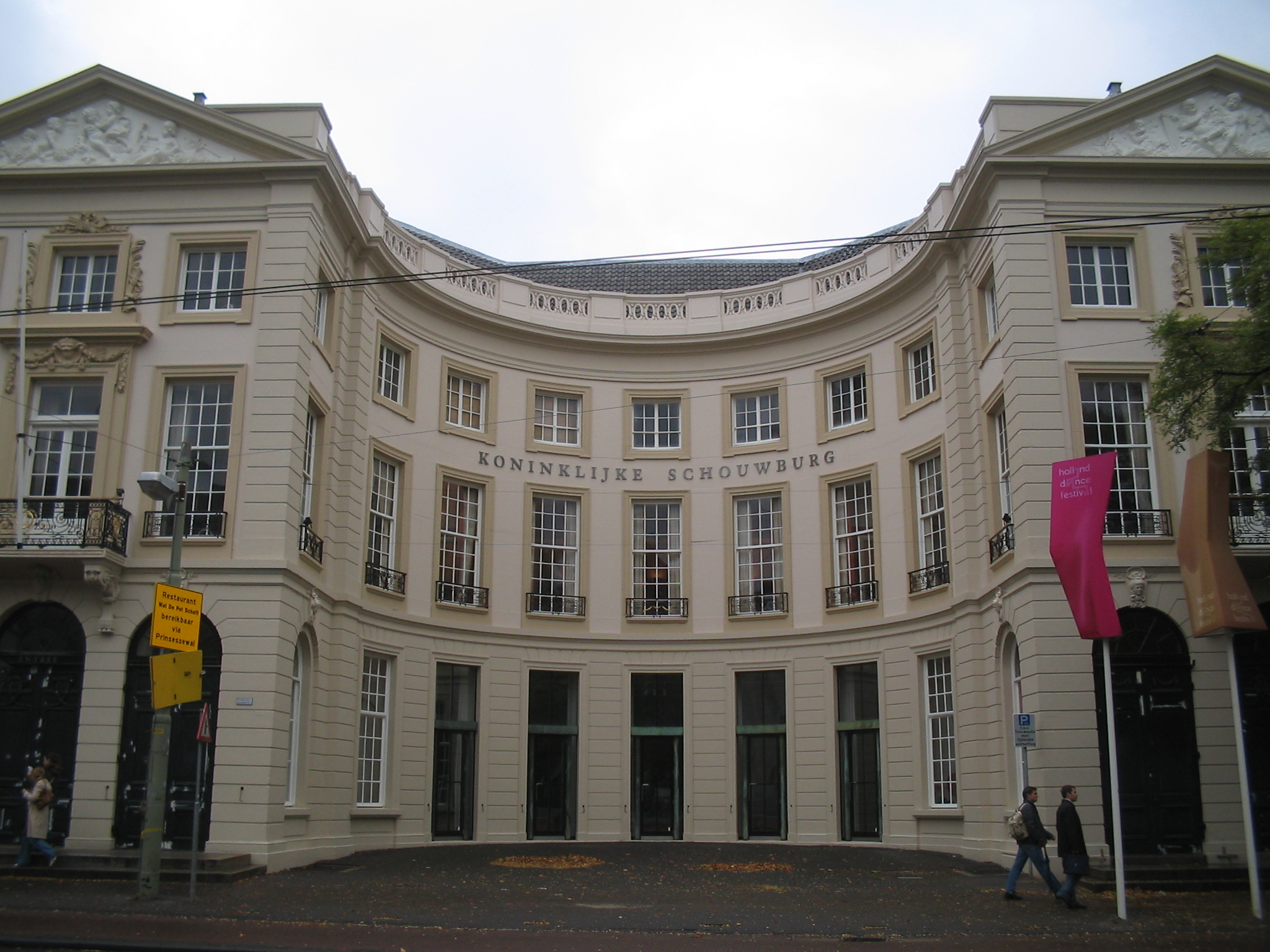
Koninklijke Schouwburg, opgericht in 1802, gevestigd in het voormalige stadspaleis "Nassau-Weilburg"

- Stichting Internationaal Esperanto-Instituut
- Theater aan het Spui
- Theater Culturalis
- Theater De Regentes
- Theater PePijn

### Kunst in de openbare ruimte
In Den Haag zijn diverse beelden, sculpturen en objecten geplaatst in de openbare ruimte, zie:
- Lijst van beelden in Den Haag-Centrum

### Uitgaansgelegenheden
Het uitgaansleven in Den Haag is geconcentreerd rond de omgeving Buitenhof en Dagelijkse Groenmarkt, de Grote Markt, het Plein en de Plaats, alsmede de Boulevard van Scheveningen. Poppodium Paard, voorheen Paard van Troje, bestaat sinds 1972. Sinds 1996 heeft de stad ook een nachtburgemeester.
De homohoreca in Den Haag omvat enkele cafés op commerciële basis, een non-profitcafé van de plaatselijke afdeling van het COC, alsmede een homosauna.
Den Haag kent ook twee gebieden met prostitutie: zie Prostitutie in Den Haag.

### Evenementen

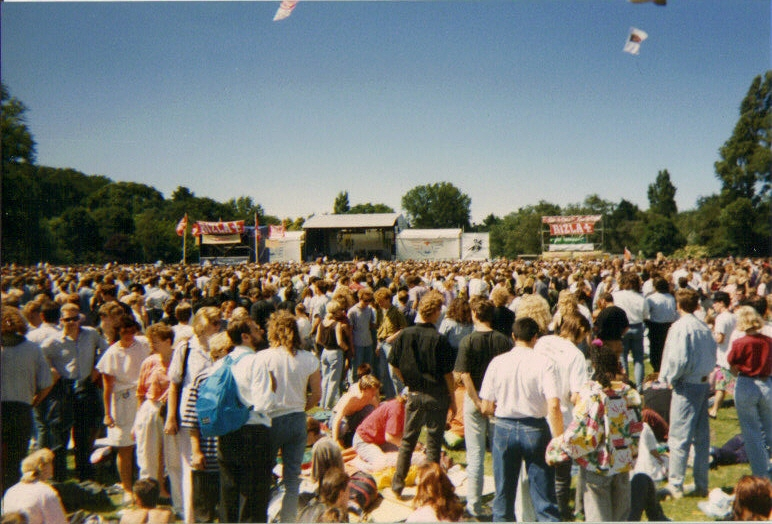
Een optreden van Faith No More tijdens Parkpop 1990

- Beatstad
- Bevrijdingsfestival Den Haag
- Blended Festival,[54] voorheen Ha-Schi-Ba
- Chinees Nieuwjaar Festival (Haags Chinatown)
- City-Pier-City Loop (halve marathon)
- Crossing Border
- De Betovering
- Duinenmars
- Escamp festival
- Haags UIT Festival
- Haagse Pop Week
- I Love HipHop (festivalweek)
- Kamermuziekfestival Den Haag
- Kerstcircus
- Kleurrijk Festival Spoorwijk[55]
- Life I live, voorheen Koninginnenach
- Milan Zuiderpark
- Museumnacht Den Haag
- Nacht van de Vluchteling
- Nederlandse Veteranendag
- North Sea Jazz Festival[Noot 1]
- Parkpop
- Rewire
- Schilderswijkfestival
- Sniesterfestival
- State-X New Forms
- TodaysArt
- Tong Tong Fair
- Vredesloop
- Vuurwerkfestival Scheveningen
- Wild Rooster festival

### Muziek

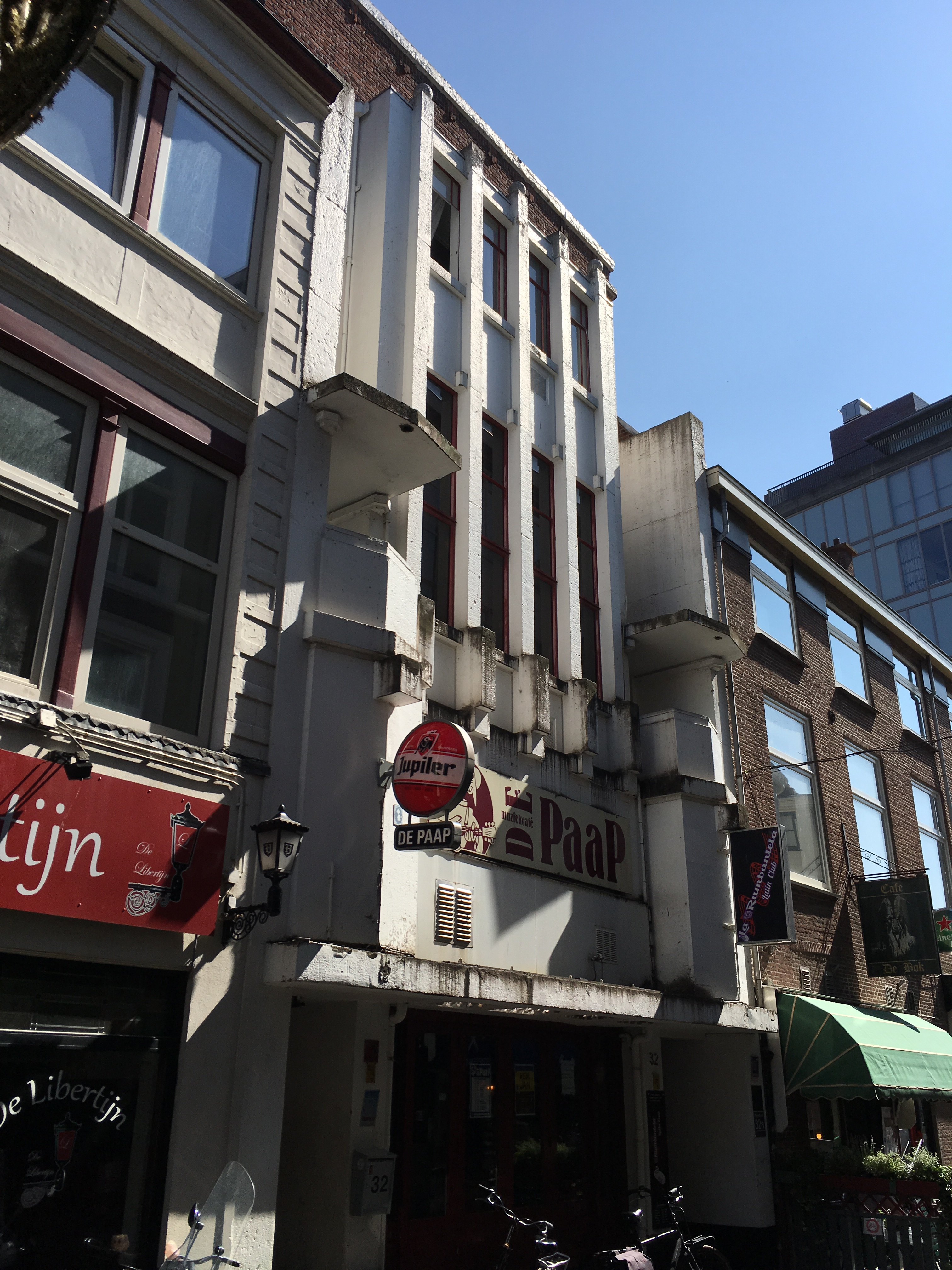
Muziekcafé De Paap opende rond 1950

Den Haag heeft sinds 1826 zijn eigen conservatorium. In 1904 werd het Residentie Orkest opgericht. Het Paard van Troje is het grootste poppodium in Den Haag. Andere bekende poppodia in de stad zijn De Zwarte Ruiter en muziekcafé de Paap.
O, o, Den Haag van Harry Klorkestein, een pseudoniem van Klein Orkest (met Harrie Jekkers), wordt wel het officieuze volkslied van Den Haag genoemd. Afkomstig uit Den Haag en omgeving zijn onder andere de bands en muzikanten Klein Orkest, Golden Earring, Shocking Blue, Supersister, Earth & Fire (Voorschoten, Voorburg en Leidschendam), Sandy Coast (Voorburg), DI-RECT, Kane, De Règâhs, Anouk, De Kraaien, Darkraver en Charly Lownoise.

### Films
Een aantal niet-Nederlandse films is (gedeeltelijk) opgenomen in Den Haag, waaronder Mindhunters (2004), Ocean's Twelve (2004), Black Book (2006) en The Hitman's Bodyguard (2017). Delen van Seizoen 2 van de Netflix-serie Sense8 zijn ook gefilmd in Den Haag. Acteurs en filmmakers afkomstig uit Den Haag zijn onder anderen Martin Koolhoven, Georgina Verbaan, Carel Struycken, Frederique van der Wal, Marwan Kenzari, Anna Drijver, Renée Soutendijk, Stephan Evenblij, Bridget Maasland en Paul Verhoeven.

### Winkels en markten

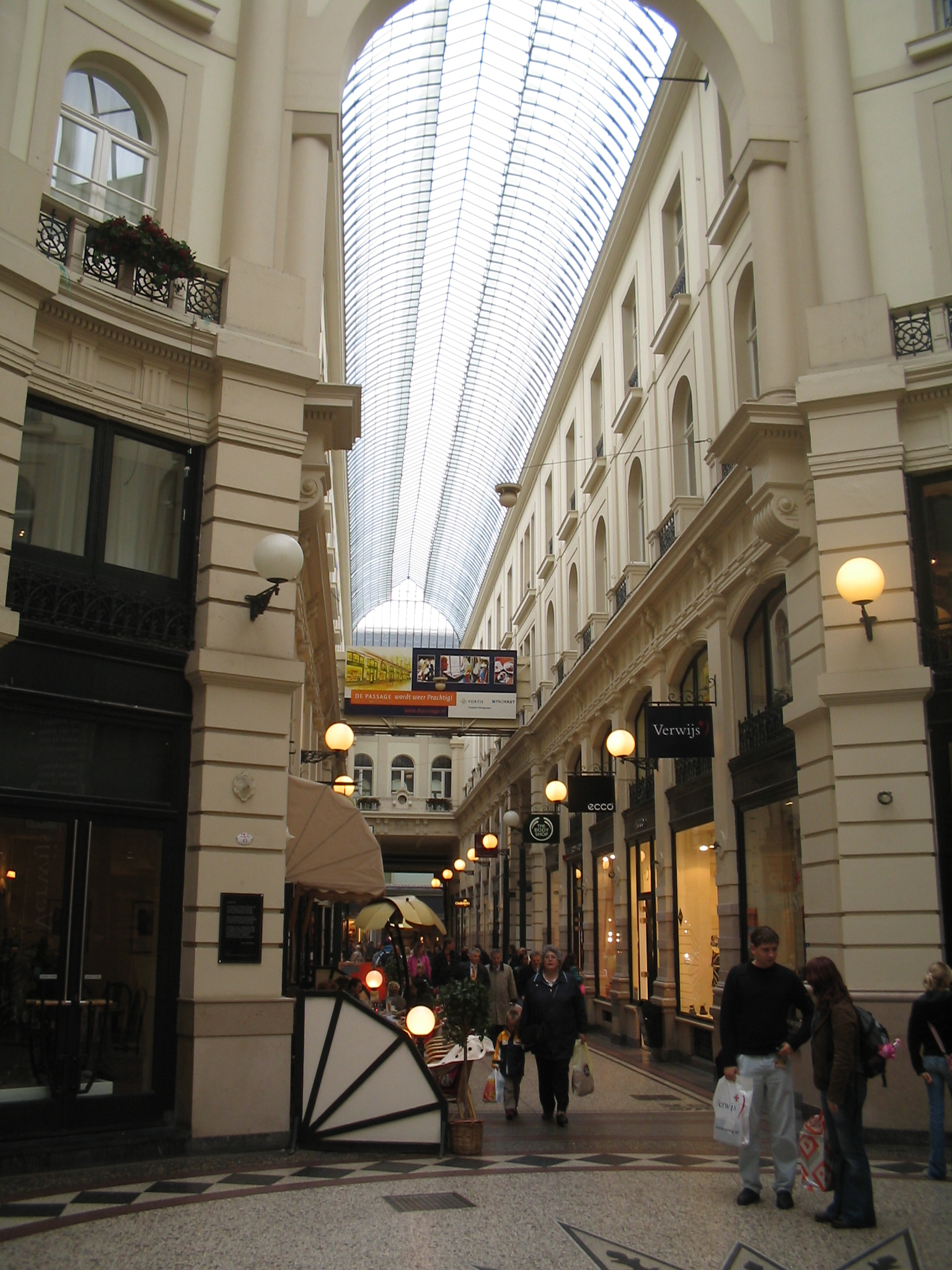
Haagse Passage

Bekende winkelstraten en -centra zijn de Grote Marktstraat, de Spuistraat en Vlamingstraat, de Haagse Passage, de Hoogstraat en Noordeinde, Lange Poten en Korte Poten, Haagsche Bluf, Markthof en de Venestraat. De grootste winkelcentra zijn Haaglanden MegaStores en winkelcentrum Leyweg. De Haagse Markt is de grootste permanente markt in de openlucht van Europa. Er is elke week op maandag, woensdag, vrijdag en zaterdag markt.
Op donderdagavond is het koopavond in Den Haag. Net als in de andere grote steden (Amsterdam en Rotterdam) mochten eerst alleen de (groot)winkelbedrijven in het centrum op zondag open zijn. Als enige van de grotere steden in Nederland mogen tegenwoordig ook de winkels in de Haagse buitenwijken van 10.00 – 18.00 uur op zondag geopend zijn. Door deze beslissing is de concurrentiepositie van de kleinere winkels (veelal gerund door mensen met een migratieachtergrond) in de buitenwijken verbeterd, wat de leefbaarheid van de buitenwijken ten goede komt. De binnenstad van Den Haag was in 2009 genomineerd voor 'Beste binnenstad van Nederland'. Ook telt Den Haag het hoogste aantal exclusieve winkelformules van alle steden in Nederland (75).

## Media

### Kranten
- AD/Haagsche Courant
- De Nieuwe Loosduinse Krant
- Den Haag Centraal
- Posthoorn
- ZuidwestNieuws
- LEVEN! Magazine
- Straatnieuws
- Kerk in Den Haag
- Business Haaglanden
- De Oud-Hagenaar
- Haags Nieuwsblad
- De Scheveningsche Courant

### Radio en televisie
- Omroep West
- Stadsomroep Den Haag (Den Haag FM)
- Hofstad Radio
- Infothuis
- Groen Geel Hart TV - ADO supporters TV

## Vernoemingen
In de voormalige westelijke koloniën zijn enkele plantages vernoemd geweest naar de stad.
- 's Gravenhage,[62] een koffieplantage aan de Pericakreek in Suriname
- 's Gravenhage,[63]:11 een plantage in Berbice (Nederlands-Guiana)
- Den Haag,[63]:18 een plantage in Demerarij (Nederlands-Guiana)